# Liste der Biografien/Jos
Liste der Biografien |
Portal Biografien |
Personensuche
# |
A |
B |
C |
D |
E |
F |
G |
H |
I |
J |
K |
L |
M |
N |
O |
P |
Q |
R |
S |
T |
U |
V |
W |
X |
Y |
Z |
?
 
Ja |
Jb |
Jd |
Je |
Jh |
Ji |
Jj |
Jl |
Jn |
Jm |
Jo |
Jp |
Jr |
Js |
Jt |
Ju |
Jv |
Jw |
Jy
 
Joa–Jog |
Joh |
Joi–Jom |
Jon |
Joo |
Jop |
Jor |
Jos |
Jot |
Jou |
Jov |
Jow |
Jox |
Joy |
Joz
Die Liste der Biografien führt alle Personen auf, die in der deutschsprachigen Wikipedia einen Artikel haben. Dieses ist eine Teilliste mit 529 Einträgen von Personen, deren Namen mit den Buchstaben „Jos“ beginnt.

## Jos

### Josa
- Josa, Isabel de (1490–1564), katalanische Humanistin und Autorin
- Josadė, Jokūbas (1911–1995), sowjetisch-litauischer Schriftsteller, Dramatiker und Literaturkritiker
- Josas, Tomas (* 1940), litauischer Politiker, Bürgermeister von Panevėžys

### Josc
- Joscelin de Montoiron († 1190), Vizegraf von Châtellerault
- Joscelin I. († 1131), Graf von Edessa
- Joscelin II. (1113–1159), Graf von Edessa
- Joscelin III., Titulargraf von Edessa
- Jösch, Herbert (* 1962), deutscher Musiker, Schlagzeuger in der Band heavytones
- Josch, Peter (* 1941), österreichischer Schauspieler, Theaterregisseur und Intendant
- Joschafat, König von Juda (873–849 v. Chr.)
- Joscheba, Tochter des Königs Joram und die Schwester des Königs Ahasja
- Joschija, jüdischer Gelehrter (Tannait)
- Joschija († 609 v. Chr.), König von Juda (640 v. Chr.–609 v. Chr.)Joschija († 609 v. Chr.)

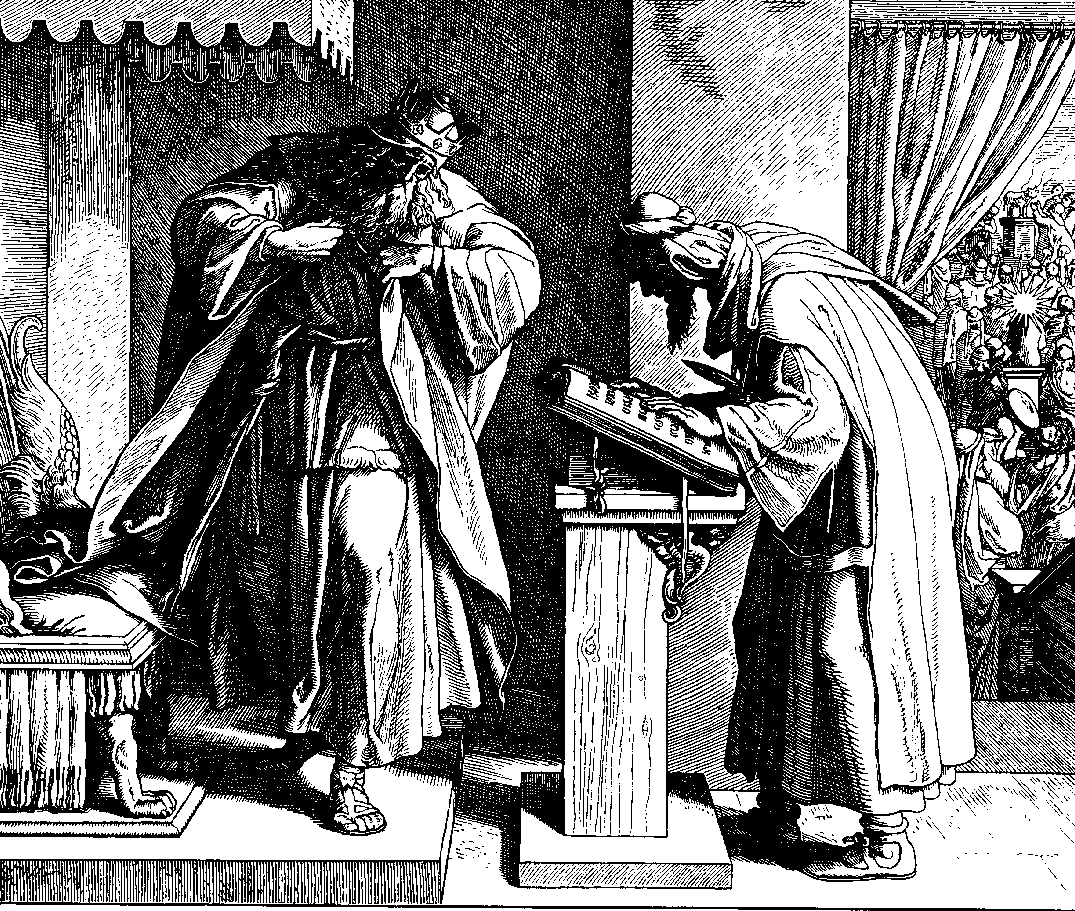
Joschija († 609 v. Chr.)

- Joschke, Georg (1900–1983), deutscher Politiker (NSDAP), MdR
- Joschke, Isabelle (* 1977), deutsch-französische Segelsportlerin
- Joschkina, Alexandra Alexandrowna (1908–1974), sowjetische Schauspielerin
- Joschko, Heidi (1907–1995), deutsche Schauspielerin
- Joschko, Otto (1901–1971), deutscher Politiker (SPD), MdL
- Joscius, Kanzler Jerusalems und Erzbischof von Tyrus
- Josczok, Dirk (* 1960), deutscher Autor von Prosawerken, Funkerzählungen, Hörspielen, Theaterstücken und Drehbüchern

### Jose
- José Ángel (* 1989), spanischer Fußballspieler
- José Augusto (* 1937), portugiesischer Fußballspieler und -trainerJosé Augusto (* 1937)

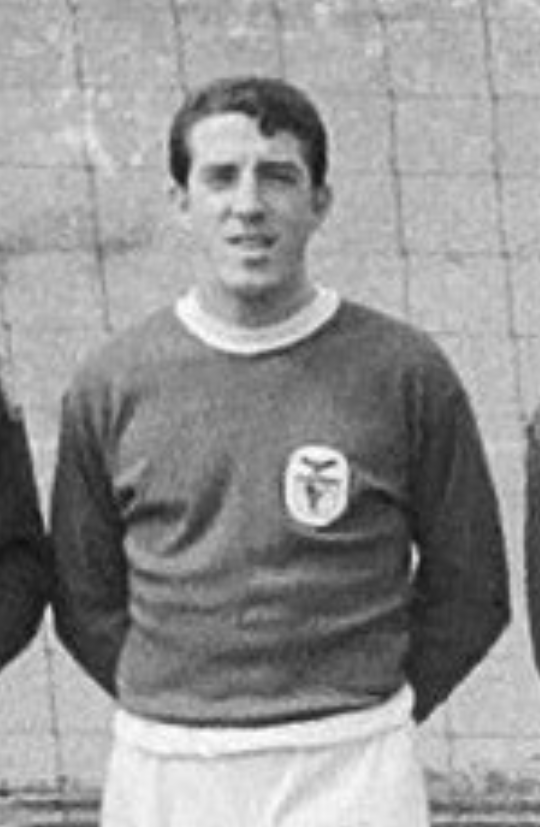
José Augusto (* 1937)

- Jose ben Chalafta, jüdischer Gelehrter, Tannait
- Jose ben Jehuda, Tannait der 4. Generation
- Jose ben Qisma, jüdischer Gelehrter, Tannait
- José Fernando (* 1987), brasilianischer Fußballspieler
- Jose ha-Gelili, jüdischer Gelehrter
- José José (1948–2019), mexikanischer Sänger
- José Mari (* 1978), spanischer Fußballspieler
- José Tima, Ana (* 1989), dominikanische Hoch- und Dreispringerin
- José Tomás (* 1975), spanischer ToreroJosé Tomás (* 1975)

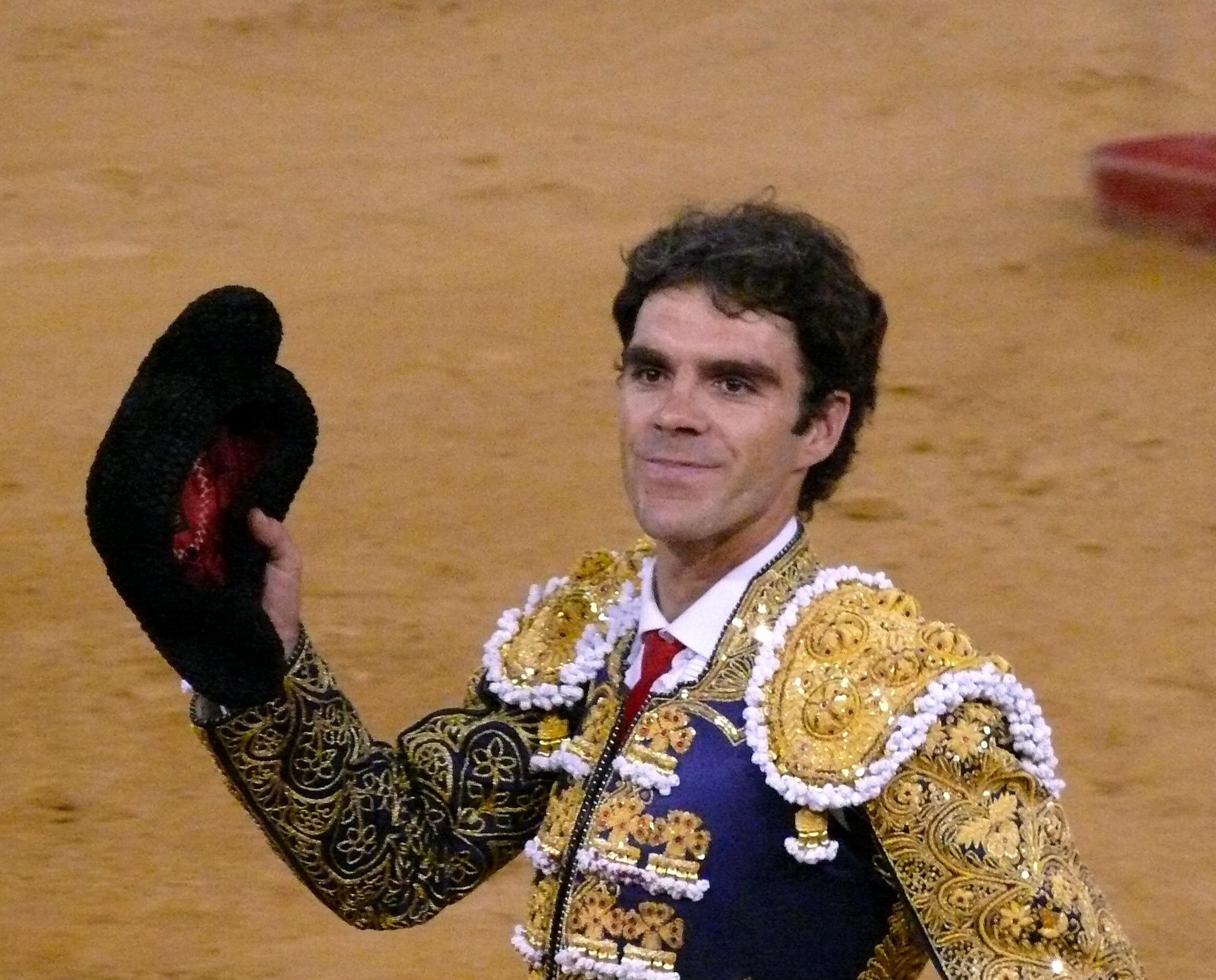
José Tomás (* 1975)

- José, Ana (* 1962), angolanischer Politiker (MPLA)
- José, Antonio (* 1995), spanischer Popsänger
- José, Carmen (* 1991), spanische Künstlerin
- José, Edward (1865–1930), belgischer Schauspieler, Filmregisseur, Drehbuchautor und Filmproduzent
- José, F. Sionil (1924–2022), philippinischer Schriftsteller
- Jose, Graeme (1951–1973), australischer Radrennfahrer
- José, Herman (* 1954), deutsch-portugiesischer Fernsehmoderator und Komiker
- Jose, Jacinto Agcaoili (* 1950), philippinischer Geistlicher, Bischof von Urdaneta
- Jose, Jim (* 1952), australischer Politikwissenschaftler
- Jose, Joachim (* 1961), deutscher Chemiker, Professor für pharmazeutische und medizinische Chemie
- José, João (* 1978), portugiesischer Volleyballspieler
- Jose, Sini (* 1987), indische Sprinterin

#### Josef
- Josef, Mitglied der Tobiadenfamilie
- Josef ben Juda ibn Aknin, spanisch-jüdischer Religionsphilosoph
- Josef ben Meir ibn Zabara, spanisch-jüdischer Schriftsteller
- Josef ben Natan ha-meqanne, französisch-jüdischer Exeget und religiöser Autor
- Josef Franz von Österreich (1895–1957), österreichischer Erzherzog und Offizier
- Josef Friedrich Wilhelm († 1798), Fürst von Hohenzollern-Hechingen (1750–1798)
- Josef I. (1840–1915), bulgarischer Prälat, Politiker, Exarch und Oberhaupt der bulgarisch-orthodoxen Kirche
- Josef ibn Abitur, Rabbiner, jüdischer Gelehrter und Dichter
- Josef ibn Migasch (1077–1141), spanischer Rabbiner
- Josef ibn Tabul, jüdischer Gelehrter, Kabbalist und Luria-Schüler
- Josef Kaspi (1279–1340), jüdischer Gelehrter und insbesondere Bibelkommentator
- Josef von Arimathäa, Mitglied des Sanhedrins, Jünger Jesu von Nazaret
- Josef von Copertino (1603–1663), italienischer Franziskaner und Heiliger
- Josef von Leonessa (1556–1612), italienischer Kapuziner-Missionar; Heiliger
- Josef von Nazaret, Verlobter und dann Ehemann Marias, der Mutter JesuJosef von Nazaret

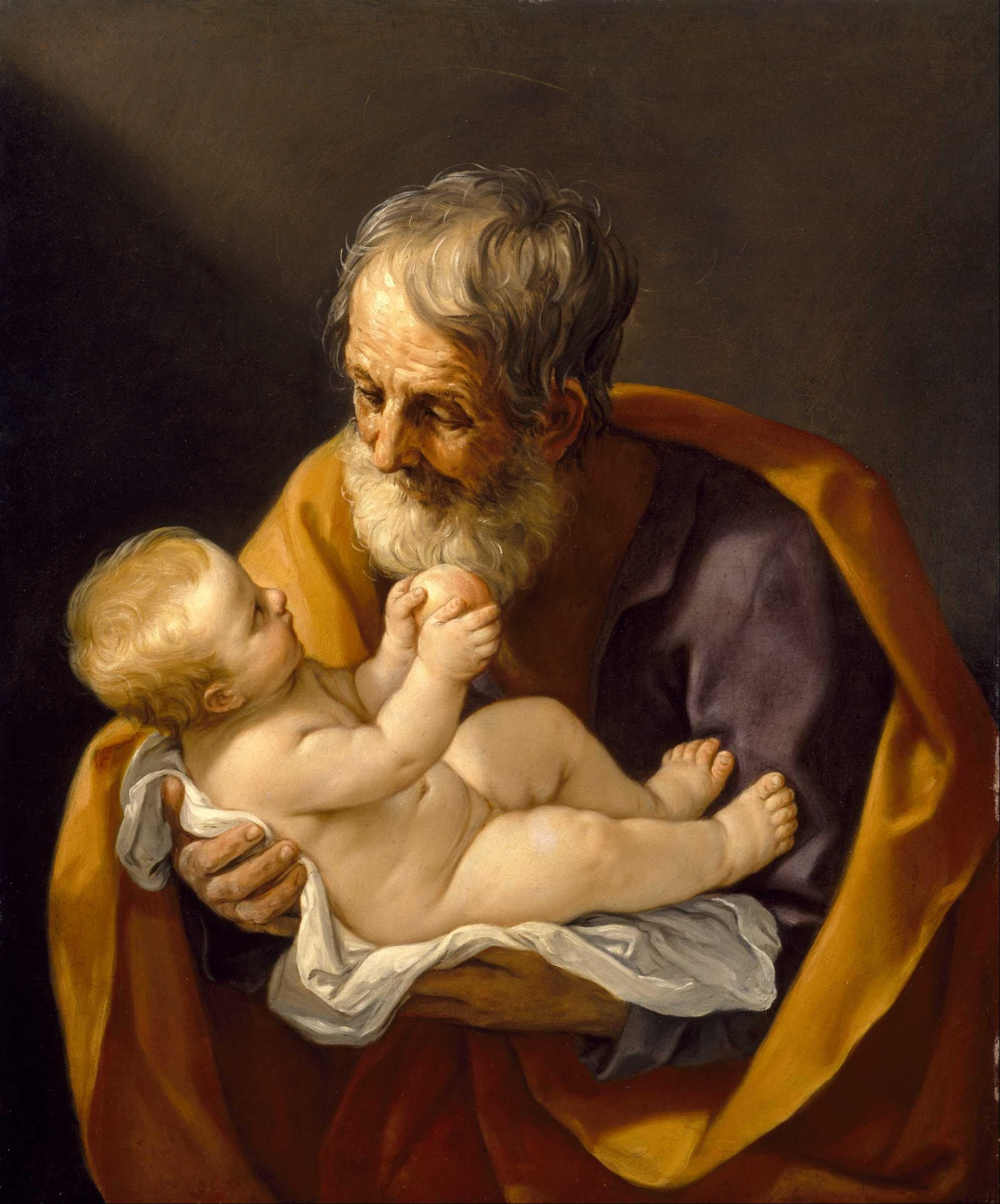
Josef von Nazaret

- Josef, Jens (* 1967), deutscher Flötist und Komponist
- Josef, Jitzchak (* 1952), sephardischer Oberrabbiner in Israel
- Josef, Jonis (* 1992), norwegischer Komiker, Influencer, Schauspieler und Drehbuchautor
- Josef, Mike (* 1983), deutscher Politiker (SPD)Mike Josef (* 1983)

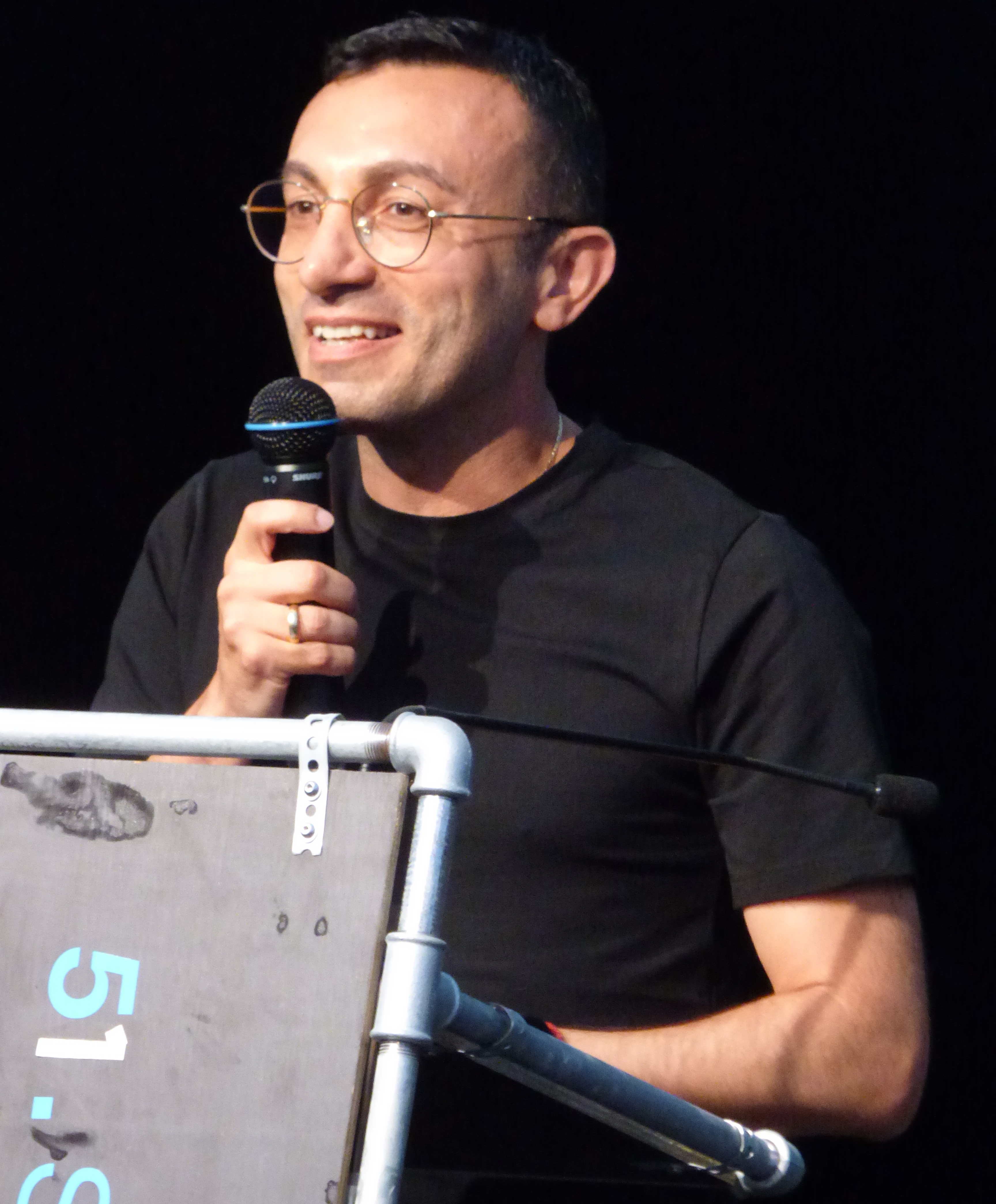
Mike Josef (* 1983)

- Josef, Mikolas (* 1995), tschechischer Musiker und Model
- Josef, Ovadja (1920–2013), israelischer Rabbiner
- Josef, Rab († 333), Amoräer
- Josef, Waldemar (* 1960), deutscher Fußballtorhüter
- Josefa zu Fürstenberg-Weitra (1776–1848), durch Heirat Fürstin von und zu Liechtenstein
- Joseffy, Josefine (1867–1961), österreichische Theater- und Stummfilmschauspielerin
- Joseffy, Rafael (1852–1915), ungarischer Pianist und Musikpädagoge
- Josefowicz, Leila (* 1977), kanadische Violinistin
- Josefowitz, Cathy (1956–2014), US-amerikanische kosmopolitische Künstlerin
- Josefowitz, Samuel (1921–2015), amerikanischer Medienunternehmer und Kunstsammler
- Josefsen, Albrecht (1857–1921), grönländischer Landesrat
- Josefsen, Alibak (1925–1987), grönländischer Fischer und Landesrat
- Josefski, Hayden (* 1988), australischer Radrennfahrer
- Josefsohn, Daniel (1961–2016), deutscher Fotograf
- Josefson, Jacob (* 1991), schwedischer Eishockeyspieler und -funktionär
- Josefson, Ruben (1907–1972), schwedischer Erzbischof
- Josefsson, Enar (1916–1989), schwedischer Skilangläufer
- Josefsson, Erik, schwedischer Lobbyist
- Josefsson, Helena (* 1978), schwedische Sängerin und Songwriterin
- Josefsson, Lars Göran (* 1950), schwedischer Manager

#### Josei
- Joseíto (1926–2007), spanischer Fußballspieler

#### Josel
- Josel von Rosheim (1476–1554), Rabbiner
- Josel, Manfred (1944–2025), österreichischer Musiker (Schlagzeug)
- Josel, Rudolf (* 1939), österreichischer Posaunist
- Josele, Niño (* 1974), spanischer Flamenco-Gitarrist
- Joselewicz, Berek († 1809), jüdischer Oberst der polnischen Armee
- Joselewitsch, Natalja (* 1991), deutsche Theater- und Filmschauspielerin
- Joselu (* 1990), spanischer FußballspielerJoselu (* 1990)

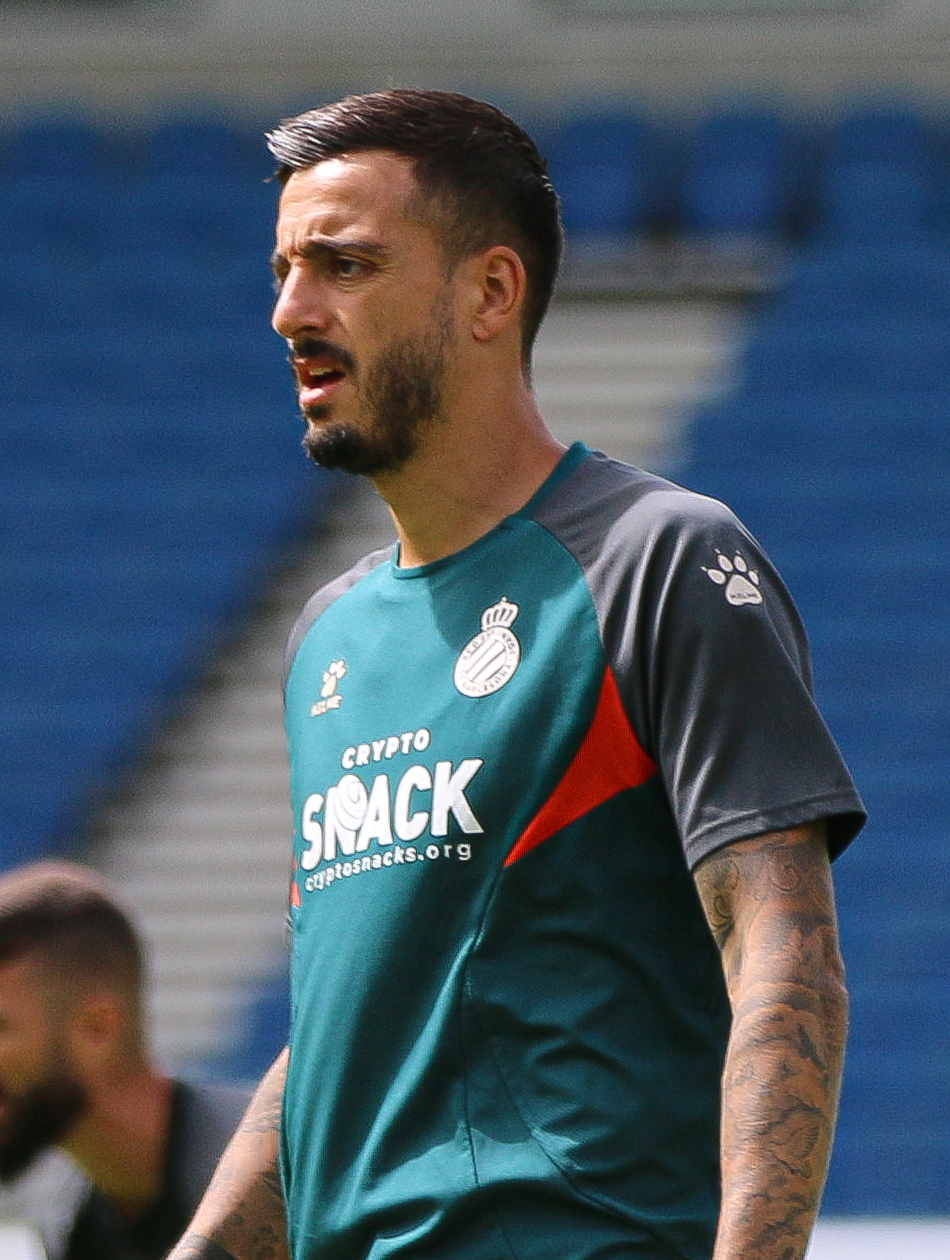
Joselu (* 1990)

#### Josem
- Josemaría, Paula (* 1996), spanische Padelspielerin
- Josemi (* 1979), spanischer Fußballspieler

#### Josen
- Jøsendal, Anna Langås (* 2001), norwegische Fußballspielerin
- Josenhans, Andreas (* 1950), kanadischer Segler deutscher Herkunft
- Josenhans, Joseph Friedrich (1812–1884), deutscher Missionar
- Josenhans, Marie (1855–1926), deutsche Armenfürsorgerin, Autorin und Sozialpolitikerin (Württembergische Bürgerpartei)

#### Josep
- Joseph (1699–1762), Reichsfürst und Prinzipalkommissar am Reichstag
- Joseph (1789–1868), Herzog von Sachsen-Altenburg (1834–1848)
- Joseph August von Österreich (1872–1962), österreichischer Erzherzog und OffizierJoseph August von Österreich (1872–1962)

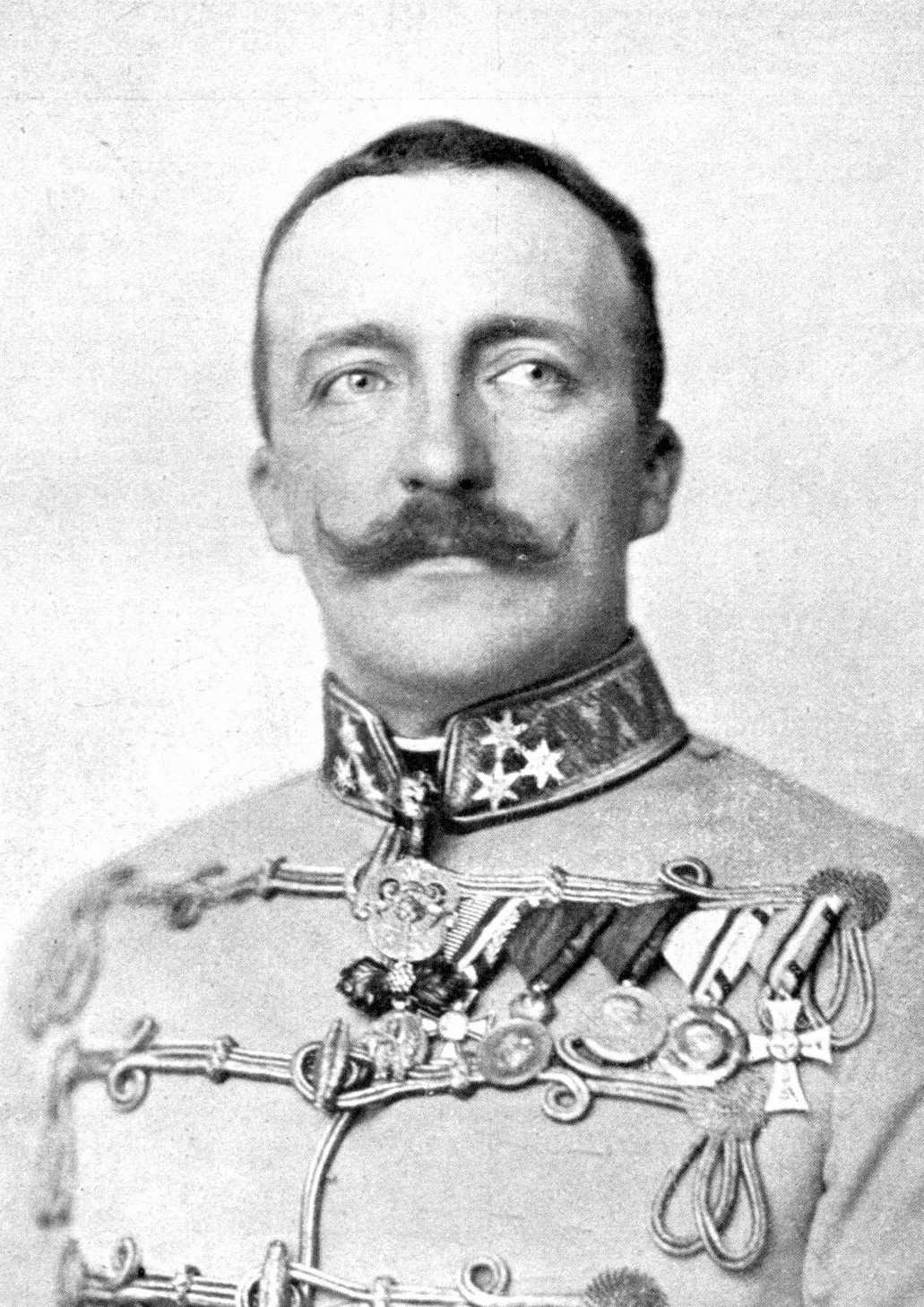
Joseph August von Österreich (1872–1962)

- Joseph Barsabbas, Person im Neuen Testament, Apostelkandidat
- Joseph ben Mordechai Gershon (1510–1591), polnischer Talmudist
- Joseph Bernhard von Sachsen-Meiningen (1706–1724), Erbprinz von Sachsen-Meiningen
- Joseph Bringas († 965), byzantinischer Eunuch und Hofwürdenträger
- Joseph Carl Leopold Friedrich Ludwig (1780–1831), Graf zu Ortenburg, Graf zu Ortenburg-Tambach, Graf und Herr zu Tambach, Herr zu Birkenfeld
- Joseph Clemens von Bayern (1671–1723), Erzbischof von Köln
- Joseph du Sacré-Cœur (1823–1902), Ordensschwester der Sœurs de la charité de la Providence, Jungfrau
- Joseph Emmanuel II. Toma (1852–1947), Patriarch von Babylon der chaldäisch-katholischen Kirche
- Joseph Ferdinand von Bayern (1692–1699), Kurprinz von Bayern; designierter Thronfolger von Spanien
- Joseph Ferdinand von Österreich-Toskana (1872–1942), österreichischer Erzherzog, Generaloberst
- Joseph Friedrich Ernst (1702–1769), Fürst von Hohenzollern-Sigmaringen
- Joseph Friedrich von Sachsen-Hildburghausen (1702–1787), Prinz und Regent von Sachsen-Hildburghausen, kaiserlicher Generalfeldmarschall
- Joseph ha-Kohen (* 1496), jüdischer Arzt und Chronist
- Joseph I. (1647–1707), Patriarch der Chaldäisch-Katholischen Kirche
- Joseph I. (1678–1711), Kaiser des Heiligen Römischen Reiches, König von Böhmen und UngarnJoseph I. (1678–1711)

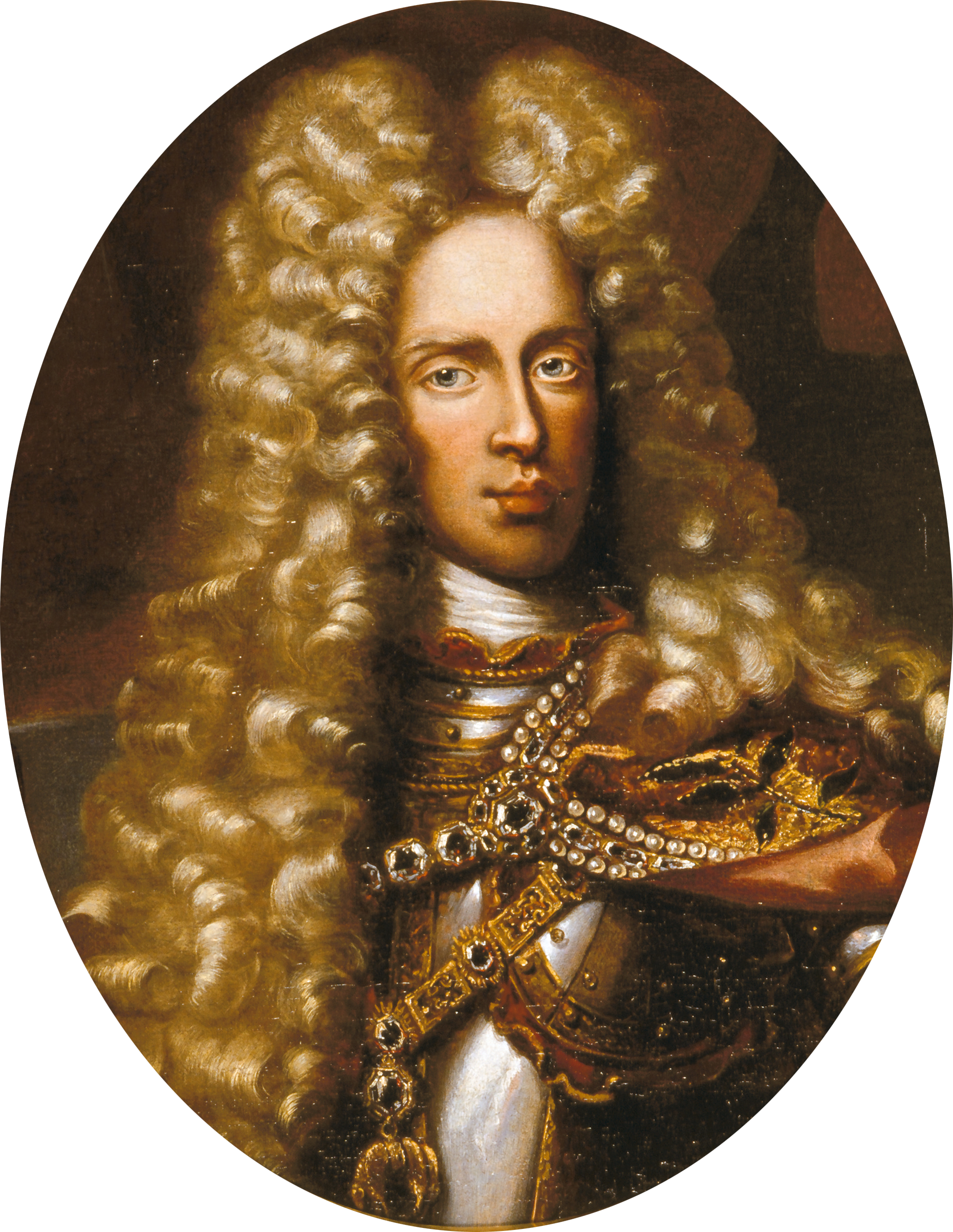
Joseph I. (1678–1711)

- Joseph I. (1714–1777), König von Portugal aus dem Hause Braganza
- Joseph I. (1722–1782), Fürst von Schwarzenberg, österreichischer und böhmischer Adeliger
- Joseph I. (* 1946), syrischer Erzbischof
- Joseph I. Galesiotes († 1283), Patriarch von Konstantinopel
- Joseph ibn Yaḥya ben David (1425–1498), jüdischer Gelehrter
- Joseph II. (1360–1439), Patriarch von Konstantinopel
- Joseph II. (1667–1712), Patriarch der Chaldäisch-katholischen Kirche (Patriarchat von Diyarbakir)
- Joseph II. (1741–1790), Kaiser des Heiligen Römischen Reiches (1765–1790), Alleinherrscher in den österreichischen Ländern (1780–1790)Joseph II. (1741–1790)

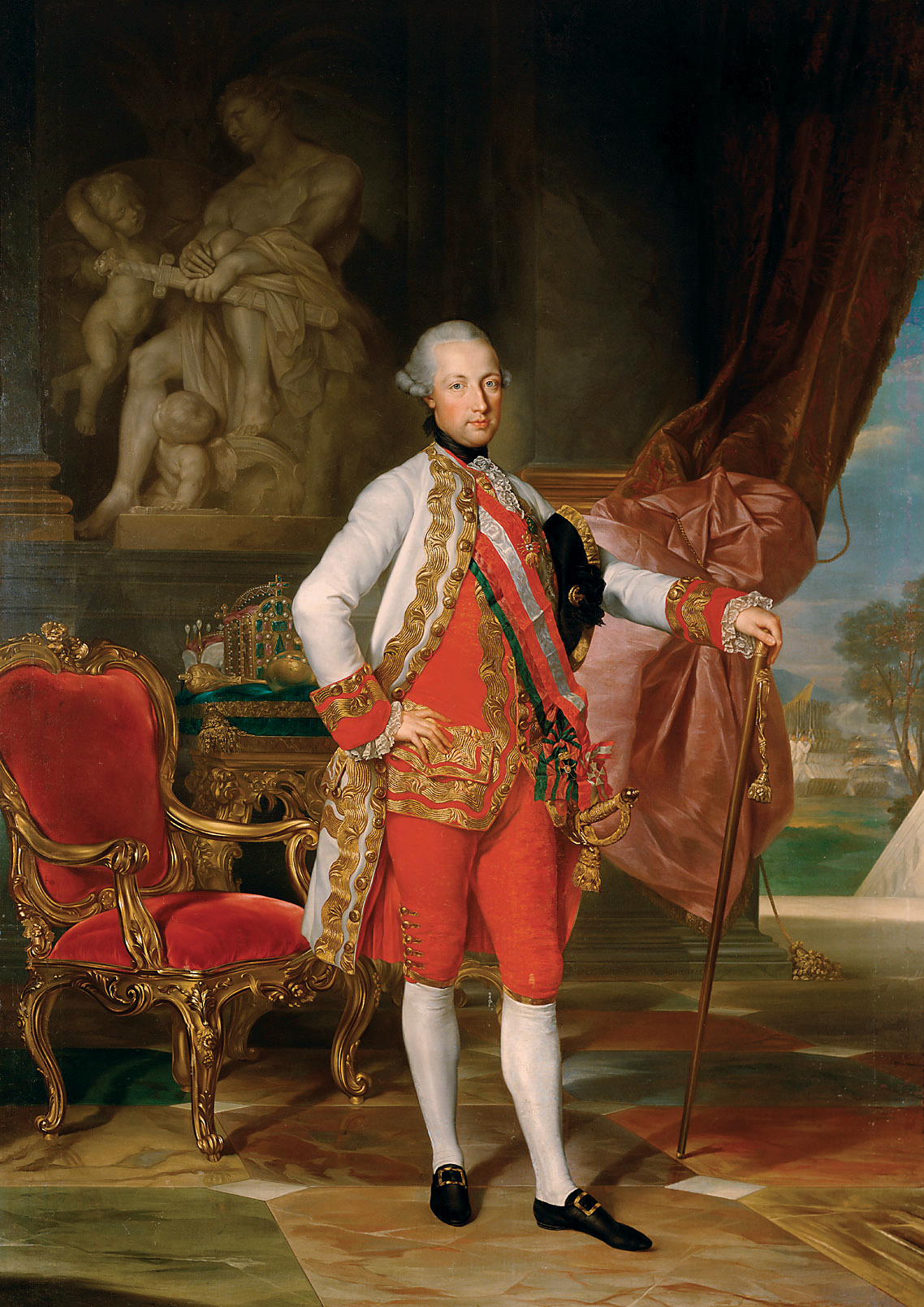
Joseph II. (1741–1790)

- Joseph II. (1769–1833), Fürst von Schwarzenberg, deutsch-böhmischer Adeliger
- Joseph III. († 1757), Patriarch der Chaldäisch-katholischen Kirche (Patriarchat von Diyarbakir)
- Joseph IV. († 1796), Patriarch der Chaldäisch-katholischen Kirche (Patriarchat von Diyarbakir)
- Joseph Johann Adam (1690–1732), Fürst von Liechtenstein
- Joseph Karl Ludwig von Österreich (1833–1905), Erzherzog von Österreich und General
- Joseph Karl von Pfalz-Sulzbach (1694–1729), Pfalzgraf und Erbprinz von Pfalz-Sulzbach aus dem Haus der Wittelsbacher
- Joseph Mar Thoma (1931–2020), indischer Geistlicher, Metropolit der Mar-Thoma-Kirche
- Joseph Maria (1758–1796), Reichsfürst zu Fürstenberg
- Joseph of Chauncy, englischer Ordensritter, Großprior des Johanniterordens und königlicher Treasurer
- Joseph V. († 1827), Patriarch der chaldäisch-katholischen Kirche (Patriarchat von Diyarbakir)
- Joseph von Braganza (1761–1788), portugiesischer Thronfolger
- Joseph von Exeter, englischer Dichter
- Joseph von Österreich (1776–1847), habsburgischer Erzherzog, Regent und Palatin von Ungarn
- Joseph von Verona († 764), Bischof von Freising
- Joseph von Wolokolamsk († 1515), Mönch, Abt, Klostergründer
- Joseph Wenzel (1696–1772), Fürst von Liechtenstein
- Joseph Wenzel (1728–1783), Reichsfürst
- Joseph Wenzel von und zu Liechtenstein (* 1995), Liechtensteiner ErbnachfolgerJoseph Wenzel von und zu Liechtenstein (* 1995)

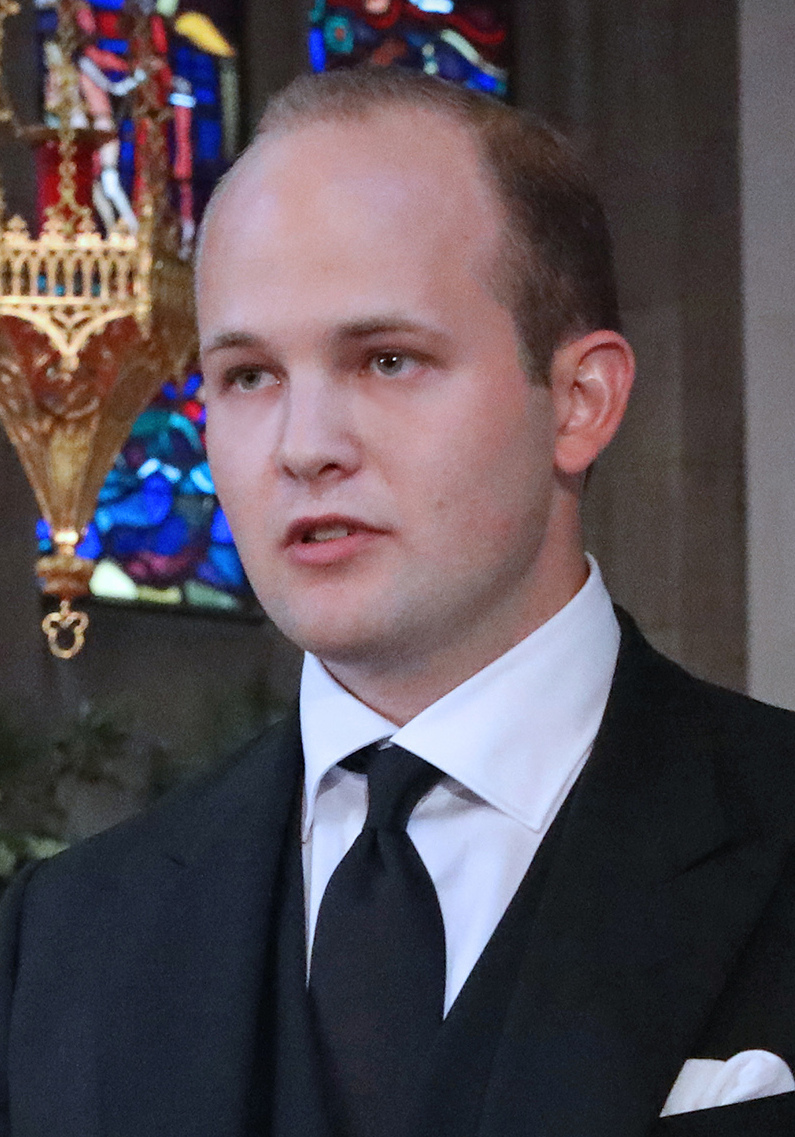
Joseph Wenzel von und zu Liechtenstein (* 1995)

- Joseph Xavier von Sachsen (1767–1802), Prinz von Sachsen
- Joseph, Albrecht (1901–1991), deutsch-amerikanischer Theater- und Filmschaffender
- Joseph, Allen (1919–2012), US-amerikanischer Schauspieler
- Joseph, Alzarri (* 1996), antiguanischer Cricketspieler der West Indies
- Joseph, Amber (* 1999), barbadische Radsportlerin
- Joseph, Anthony (* 1966), trinidadisch-britischer Schriftsteller, Lyriker und Musiker
- Joseph, Antonio (1846–1910), US-amerikanischer Politiker
- Joseph, Artur (1897–1983), deutscher Journalist
- Joseph, Aubrey (* 1997), US-amerikanischer Rapper und Schauspieler
- Joseph, Betty (1917–2013), britische Psychoanalytikerin
- Joseph, Bradley (* 1965), US-amerikanischer Komponist, Pianist und Musiker
- Joseph, Brian D. (* 1951), US-amerikanischer Sprachwissenschaftler
- Joseph, Charles (* 1952), Sprinter aus Trinidad und Tobago
- Joseph, Chris (* 1969), kanadischer Eishockeyspieler
- Joseph, Claude, haitianischer PolitikerClaude Joseph

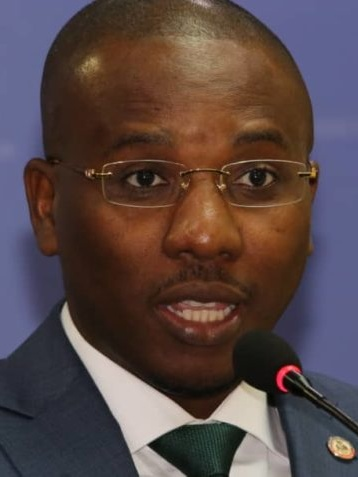
Claude Joseph

- Joseph, Claudette, grenadische Politikerin und Rechtsanwältin
- Joseph, Cory (* 1991), kanadischer Basketballspieler
- Joseph, Curtis (* 1967), kanadischer Eishockeyspieler
- Joseph, Daniel D. (1929–2011), US-amerikanischer Ingenieur
- Joseph, Darlina (* 2003), haitianische Fußballspielerin
- Joseph, Daryl (* 1966), antiguanischer Boxer
- Joseph, Don (1923–1994), US-amerikanischer Jazzmusiker (Trompete, Kornett)
- Joseph, Esther Elo (* 2003), nigerianische Sprinterin
- Joseph, Esthericove (* 2003), haitianische Fußballspielerin
- Joseph, Eugene (* 1958), indischer Geistlicher, römisch-katholischer Bischof von Varanasi
- Joseph, Fabian (* 1965), kanadischer Eishockeyspieler und -trainer
- Joseph, Fabiano (* 1985), tansanischer Langstreckenläufer
- Joseph, Fitzgerald (* 1967), belizischer Radrennfahrer
- Joseph, Fred (1911–1943), Pfadfinder, der nach Auschwitz deportiert wurde
- Joseph, G. Anthony, US-amerikanischer Schauspieler, Filmproduzent und Drehbuchautor
- Joseph, Gémima (* 2001), französische Sprinterin
- Joseph, Georg, deutscher Kirchenkomponist in Breslau
- Joseph, Gérard (* 1949), haitianischer Fußballspieler
- Joseph, Gerhard J. (1931–2021), US-amerikanischer Literaturwissenschaftler und Hochschullehrer
- Joseph, Greg (* 1994), südafrikanischer Footballspieler
- Joseph, Gustav (* 1828), deutscher Mediziner, Anthropologe und Zoologe
- Joseph, Gustav (1901–1995), deutscher Kaufmann und Senator (Bayern)
- Joseph, Hans-Jürgen (* 1950), deutscher Jurist, Generalstaatsanwalt der DDR
- Joseph, Helen (1888–1978), US-amerikanische Puppenspielerin
- Joseph, Helen (1905–1992), südafrikanische Anti-Apartheidsaktivistin
- Joseph, Hermann (1811–1869), deutscher Jurist und liberaler Politiker
- Joseph, Jackie (* 1933), US-amerikanische Schauspielerin
- Joseph, Jacques (1865–1934), deutscher plastischer Chirurg
- Joseph, Jamal, US-amerikanischer Drehbuchautor, Regisseur, Produzent und Komponist
- Joseph, James (* 1957), guyanischer Radrennfahrer
- Joseph, Janice, US-amerikanische Kriminologin
- Joseph, Jason (* 1998), Schweizer Hürdenläufer
- Joseph, Jasper (* 1982), deutscher Schauspieler, Regisseur, Produzent und Drehbuchautor
- Joseph, Jetty (* 1980), indische Leichtathletin
- Joseph, Jocelyn (* 1964), antiguanische Leichtathletin
- Joseph, John (1932–1998), pakistanischer Geistlicher, Bischof von Faisalabad
- Joseph, John (* 1962), US-amerikanischer Hardcore-Punk-Sänger und AutorJohn Joseph (* 1962)

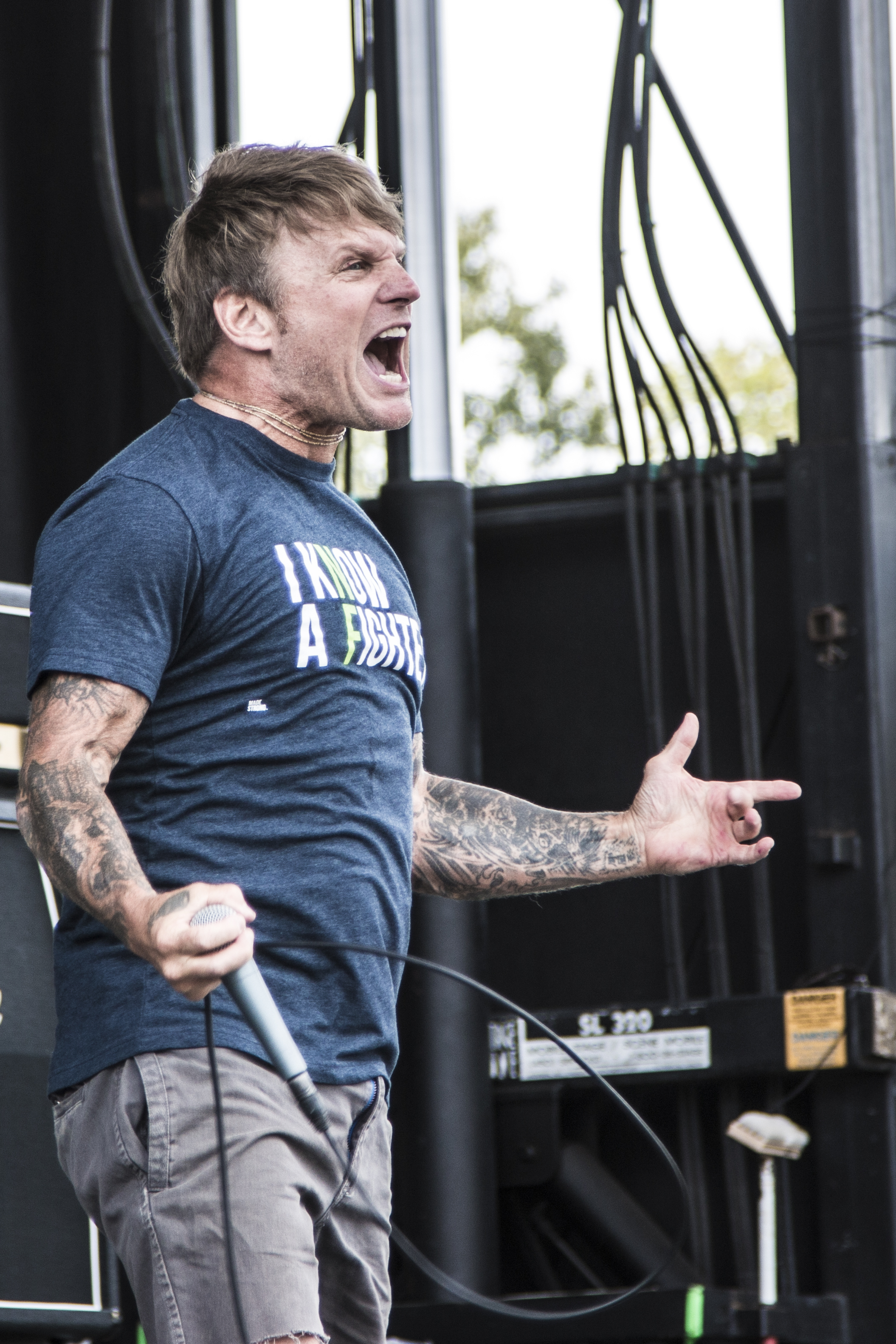
John Joseph (* 1962)

- Joseph, John C., US-amerikanischer Filmproduzent und Filmregisseur
- Joseph, Josephine (1891–1966), österreichische Schauspielerin
- Joseph, Julian (* 1966), britischer Jazz-Pianist, Komponist und Bandleader
- Joseph, Karl-Heinz (1954–2007), deutscher Politiker (SPD), MdL
- Joseph, Keith (1918–1994), britischer Politiker, Minister
- Joseph, Kerby (* 2000), US-amerikanischer American-Football-Spieler
- Joseph, Kimberley (* 1973), australische Schauspielerin
- Joseph, Kirk (* 1961), amerikanischer Tuba- und Sousaphonspieler
- Joseph, Kurt (1894–1944), deutscher Jurist und NS-Opfer
- Joseph, Lauren (* 1990), südafrikanische Schauspielerin
- Joseph, Lenny (* 2000), französischer Fußballspieler
- Joseph, Leo (* 1958), australischer Ornithologe
- Joseph, Liksy (* 1990), indische Siebenkämpferin
- Joseph, Linval (* 1988), US-amerikanischer American-Football-Spieler
- Joseph, Maika (1915–1971), deutsche Schauspielerin und Kabarettistin
- Joseph, Manu (* 1974), indischer Schriftsteller
- Joseph, Margie (* 1950), US-amerikanische Soul- und R&B-Sängerin
- Joseph, Mario (1963–2025), haitianischer Jurist und Menschenrechtsanwalt
- Joseph, Martin (* 1879), deutscher Rabbiner
- Joseph, Mathieu (* 1997), kanadischer Eishockeyspieler
- Joseph, Max (1860–1932), deutscher Dermatologe
- Joseph, Max (* 1982), US-amerikanischer Produzent, Schauspieler und Autor
- Joseph, Mercy (* 1992), kenianische Badmintonspielerin
- Joseph, Merlin (* 1989), indische Leichtathletin
- Joseph, Michael (* 1973), deutscher Autor
- Joseph, Michael (* 2002), lucianischer Sprinter
- Joseph, Miles (* 1974), US-amerikanischer Fußballspieler
- Joseph, Molwyn, antiguanischer Politiker
- Joseph, Nafisa (1978–2004), indisches Model
- Joseph, Papa John (1877–1965), US-amerikanischer Jazzmusiker
- Joseph, Paterson (* 1964), britischer Fernseh- und FilmschauspielerPaterson Joseph (* 1964)

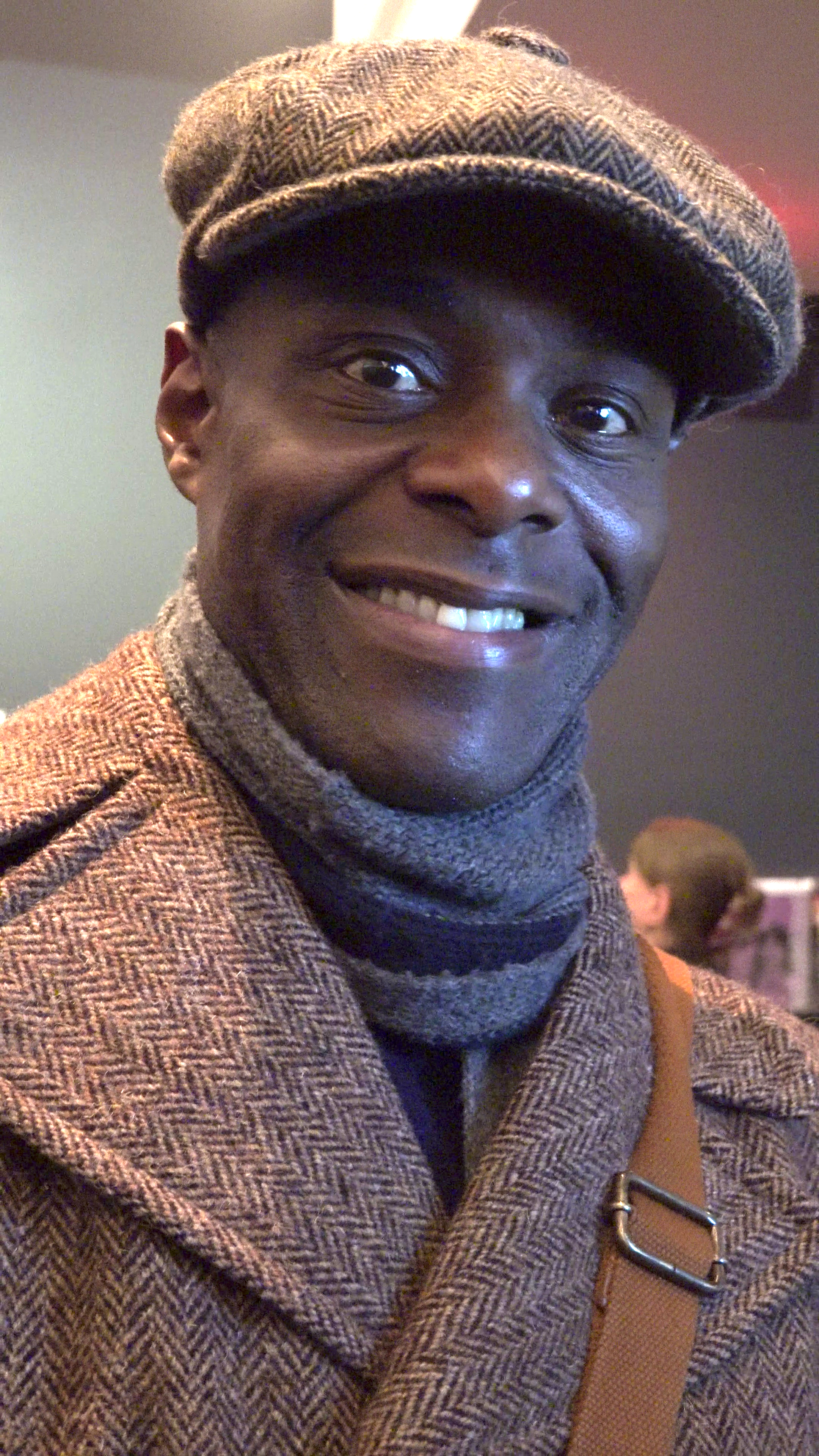
Paterson Joseph (* 1964)

- Joseph, Paul (1849–1923), deutscher Lehrer und Numismatiker
- Joseph, Peter (* 1979), US-amerikanischer Filmregisseur
- Joseph, Pierre-Olivier (* 1999), kanadischer Eishockeyspieler
- Joseph, Rayappu (1940–2021), sri-lankischer Geistlicher, römisch-katholischer Bischof von Mannar
- Joseph, Restituta (* 1971), tansanische Langstreckenläuferin
- Joseph, Richard (1953–2007), britischer Computerspiel-Musiker
- Joseph, Rince (* 2002), indischer Sprinter
- Joseph, Rogail (* 2000), südafrikanische Hürdenläuferin
- Joseph, Rolf (1920–2012), deutscher Verfolgter des Naziregimes und Zeitzeuge
- Joseph, Ronald (* 1944), US-amerikanischer Eiskunstläufer
- Joseph, Rudolph S. (1904–1998), deutsch-amerikanischer Filmhistoriker und Filmproduzent
- Joseph, Sajeesh (* 1987), indischer Mittelstreckenläufer
- Joseph, Samuel (1791–1850), britischer Bildhauer
- Joseph, Shalrie (* 1978), grenadischer Fußballspieler
- Joseph, Shamar (* 1999), Cricketspieler der West Indies
- Joseph, Shane (* 1981), kanadischer Eishockeyspieler
- Joseph, Shwendesky (* 1997), haitianische Fußballspielerin
- Joseph, Siegbert (1894–1944), deutscher Gynäkologe
- Joseph, Stijn (* 1987), belgischer Radrennfahrer
- Joseph, Tabita (* 2003), haitianische Fußballspielerin
- Joseph, Tyler (* 1988), US-amerikanischer Musiker und Singer-SongwriterTyler Joseph (* 1988)

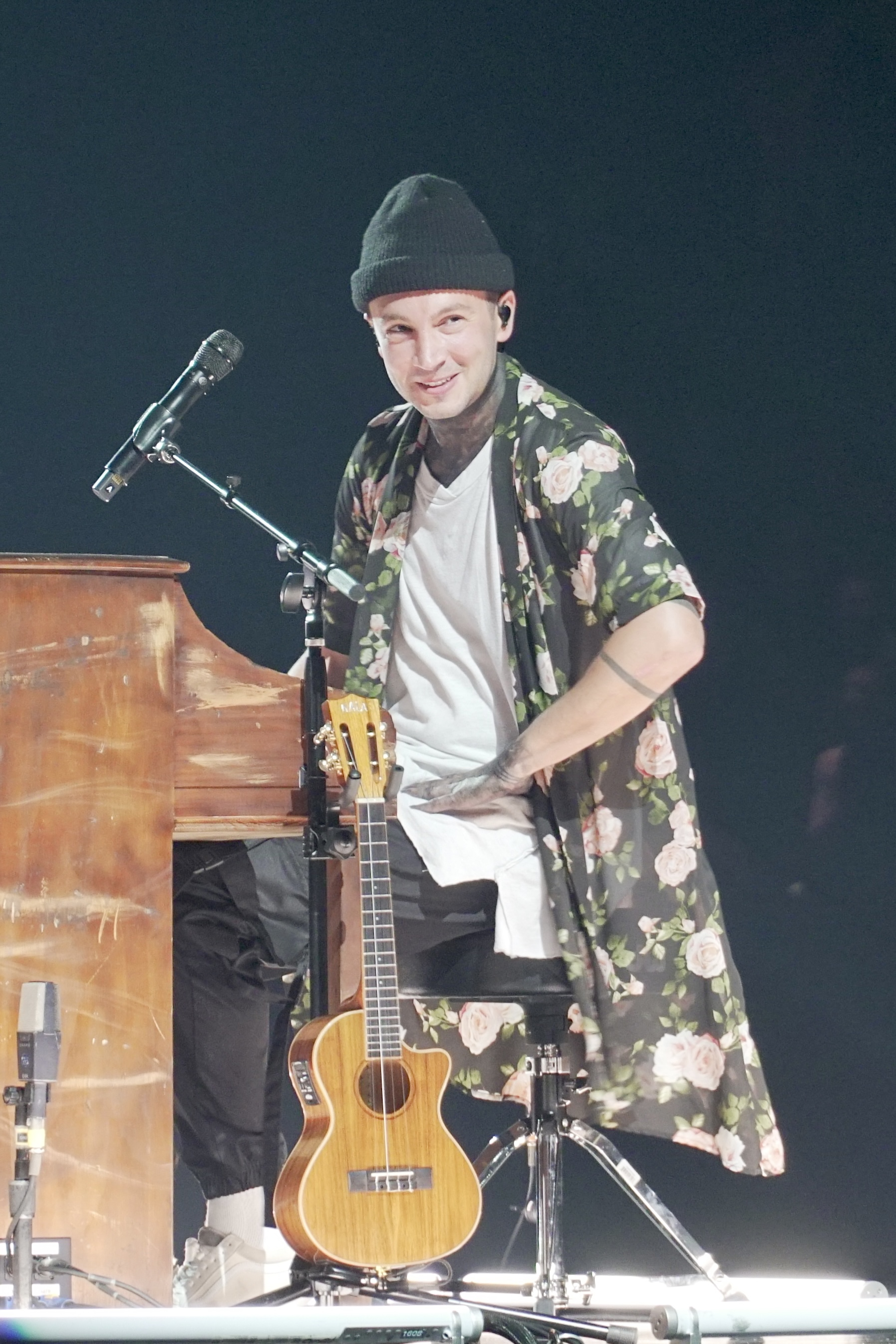
Tyler Joseph (* 1988)

- Joseph, Vivian (* 1948), US-amerikanische Eiskunstläuferin
- Joseph, Waldren (1918–2004), US-amerikanischer Posaunist des New-Orleans-Jazz
- Joseph, William, englischer Kolonialgouverneur der Province of Maryland
- Joseph-Augustin, Jonathan (* 1981), französischer Fußballspieler
- Joseph-Day, Sebastian (* 1995), US-amerikanischer American-Football-Spieler
- Joseph-Monrose, Steven (* 1990), französischer Fußballspieler
- Joseph-Rignault, Émile (1874–1962), französischer Maler, Kunstsammler und Mäzen
- Josephi, Elisabeth (1888–1986), deutsche Schriftstellerin
- Josephi, Hedwig (1884–1969), deutsche Malerin
- Josephi, Josef (1852–1920), österreichischer Sänger (Tenor) und Schauspieler
- Josephi, Walter (1874–1945), deutscher Kunsthistoriker und Museumsdirektor
- Josephi, Wilhelm (1763–1845), deutscher Chirurg und Geburtshelfer
- Joséphine Charlotte von Belgien (1927–2005), belgische Prinzessin und durch Heirat Großherzogin von Luxemburg
- Josephine von Baden (1813–1900), Prinzessin von Baden, durch Heirat Fürstin von Hohenzollern-Sigmaringen
- Josephine von Belgien (1872–1958), Prinzessin von Belgien
- Josephine zu Dänemark (* 2011), dänische Prinzessin, Tochter von Frederik von Dänemark und Mary von DänemarkJosephine zu Dänemark (* 2011)

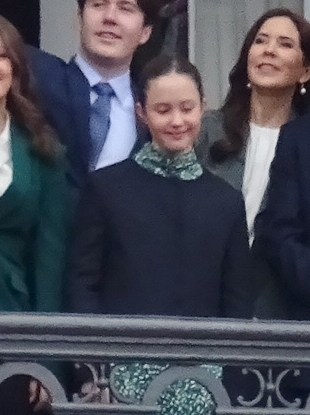
Josephine zu Dänemark (* 2011)

- Josepho, Anatol (1894–1980), russisch-US-amerikanischer Erfinder
- Josephs, Ingrid (* 1961), deutsche Psychologin
- Josephs, Janice (* 1982), südafrikanische Siebenkämpferin
- Josephs, Moeneeb (* 1980), südafrikanischer Fußballtorhüter
- Josephs, Wilfred (1927–1997), englischer Komponist
- Josephsen, Johannes (1868–1931), grönländischer Landesrat
- Josephsen, Malena (* 1977), färöische Fußballspielerin
- Josephsohn, Hans (1920–2012), Schweizer Bildhauer
- Josephsohn, Max (1868–1938), deutscher Gewerkschafts- und Genossenschaftsfunktionär
- Josephson, Brian David (* 1940), britischer Physiker
- Josephson, Erland (1923–2012), schwedischer Schauspieler, Regisseur und Autor
- Josephson, Ernst (1851–1906), schwedischer Maler
- Josephson, Hermann (1864–1949), deutscher evangelischer Pfarrer, Herausgeber und Schriftsteller
- Josephson, Jacob Axel (1818–1880), schwedischer Komponist
- Josephson, Julien (1881–1959), US-amerikanischer Drehbuchautor
- Josephson, Karen (* 1964), US-amerikanische Synchronschwimmerin
- Josephson, Ludwig (1809–1877), deutscher evangelisch-lutherischer Pfarrer, Herausgeber und Schriftsteller
- Josephson, Ragnar (1891–1966), schwedischer Kunsthistoriker und Schriftsteller
- Josephson, Sarah (* 1964), US-amerikanische Synchronschwimmerin
- Josephthal, Georg (1912–1962), israelischer Politiker
- Josephthal, Gustav (1831–1914), deutscher Rechtsanwalt
- Josephthal, Senta (1912–2007), israelische Politikerin
- Josephy, Alvin M. junior (1915–2005), US-amerikanischer Journalist, Historiker und Bürgerrechtler
- Josephy, Cliff (* 1966), US-amerikanischer Pokerspieler
- Josephy, Edith (1899–1942), deutsche Chemikerin und Holocaustopfer

#### Joset
- Joset, Paul-Ernest (1909–1981), belgischer „Ehrengebietsverwalter“ von Belgisch-Kongo und Ruanda-Urundi
- Joset, Theodor (1804–1842), Schweizer Priester und erster Apostolischer Präfekt von Hongkong
- Josetsu, japanischer Maler

#### Josey
- Josey, Chase (* 1995), US-amerikanischer Snowboarder

### Josh
- Josh. (* 1986), österreichischer Musiker
- Joshi, Aditya (* 1996), indischer Badmintonspieler
- Joshi, Aravind (1929–2017), amerikanischer Informatiker und Kognitionswissenschaftler
- Joshi, Bhimsen (1922–2011), indischer Sänger
- Joshi, Chandrasekhar (* 1953), indisch-US-amerikanischer Physiker
- Joshi, Gayatri (* 1977), indisches Fotomodell
- Joshi, Harideo (1921–1995), indischer Politiker
- Joshi, Kailash Chandra (1929–2019), indischer Politiker
- Joshi, Kalpna (* 1983), deutsche Schauspielerin und Synchronsprecherin
- Joshi, Malina (* 1989), nepalesische Schauspielerin und Model
- Joshi, Manasi Girishchandra (* 1989), indische Badmintonspielerin
- Joshi, Manohar (1937–2024), indischer Politiker
- Joshi, Murli Manohar (* 1934), indischer Politiker
- Joshi, Nalini, australische Mathematikerin
- Joshi, Nirmala (1934–2015), indische Ordensschwester, Generaloberin der Missionarinnen der Nächstenliebe
- Joshi, Shivangi (* 1998), indische Schauspielerin
- Joshi, Sunand T. (* 1958), US-amerikanischer Literaturwissenschaftler
- Jōshita, Rena (* 1986), japanische Hürdenläuferin
- Joshua (* 1995), italienischer Sänger
- Joshua, Anthony (* 1989), britischer BoxerAnthony Joshua (* 1989)

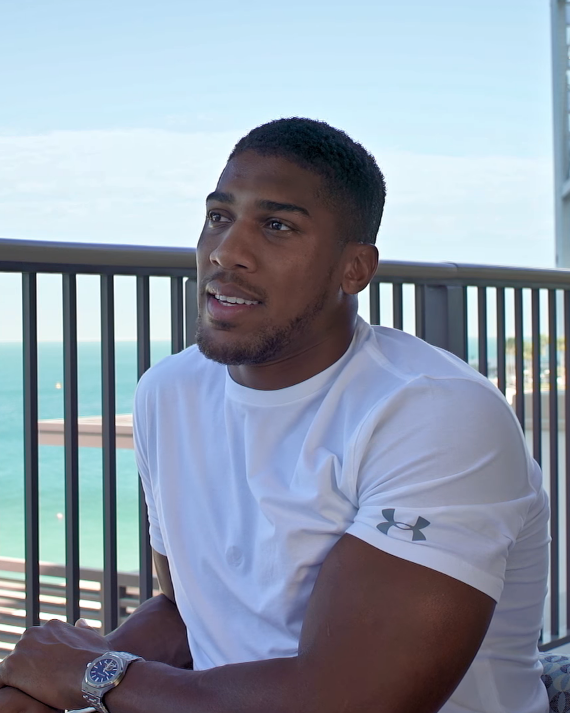
Anthony Joshua (* 1989)

- Joshua, Ebenezer (1908–1991), vincentischer Politiker
- Joshua, Hirondina (* 1987), mosambikanische Schriftstellerin
- Joshua, Ivy (1924–1992), vincentische Politikerin
- Joshua, Rosemary (* 1964), walisische Opernsängerin (Sopran)
- Joshua, T. B. (1963–2021), nigerianischer Kirchengründer
- Joshua-Tor, Leemor (* 1961), israelische Molekularbiologin

### Josi
- Josi, Erwin (* 1955), Schweizer Skirennfahrer
- Josi, Roman (* 1990), Schweizer Eishockeyspieler
- Josiah, Lucien (* 1958), botswanischer Sprinter
- Josias (1636–1669), Braunschweiger Generalmajor und Sohn des Grafen Philipp VII.
- Josias (1696–1763), Graf zu Waldeck-Bergheim
- Josias I. (1554–1588), Graf von Waldeck-Eisenberg
- Josias II. (1733–1788), Graf von Waldeck zu Bergheim
- Josic, Marco (* 2002), österreichischer Fußballspieler
- Josico (* 1975), spanischer Fußballspieler
- Josie Mel, jamaikanischer Reggae-Musiker
- Josie, Peter (* 1941), lucianischer Gewerkschafter und Politiker
- Josífek, Bohuslav (1901–1980), tschechoslowakischer Skisportler
- Josifović, Stevan (1906–1988), jugoslawischer Klassischer Philologe und Althistoriker
- Josifow, Dragomir (* 1966), bulgarischer Komponist, Dirigent und Pianist
- Josifow, Wiktor (* 1985), bulgarischer Volleyballspieler
- Josignacio (* 1963), kubanisch-amerikanischer Künstler und Schriftsteller
- Jósika, Miklós (1794–1865), Schriftsteller
- Jósika, Sámuel (1848–1923), ungarischer Politiker, Minister am Allerhöchsten Hoflager und Präsident des Magnatenhauses
- Josimar (* 1961), brasilianischer Fußballspieler
- Josip Pavlija (1893–1969), jugoslawischer Radrennfahrer
- Josipović, Anton (* 1961), jugoslawischer Boxer
- Josipović, Ivo (* 1957), kroatischer Politiker, Jurist und Komponist
- Josipović, Ivo (* 1975), kroatischer Basketballspieler
- Josipović, Nenad (* 1963), kroatischer Basketballtrainer
- Josipovich, Aladar (1898–1971), österreichischer Fußballspieler, -schiedsrichter und -funktionär
- Josipovich, Géza (1857–1934), ungarischer Jurist, Politiker und Minister
- Josipovich, Imre (1834–1910), ungarischer Politiker und Minister
- Josipovici, Gabriel (* 1940), britischer Schriftsteller und Literaturwissenschaftler
- Jositsch, Daniel (* 1965), Schweizer Rechtswissenschaftler und PolitikerDaniel Jositsch (* 1965)

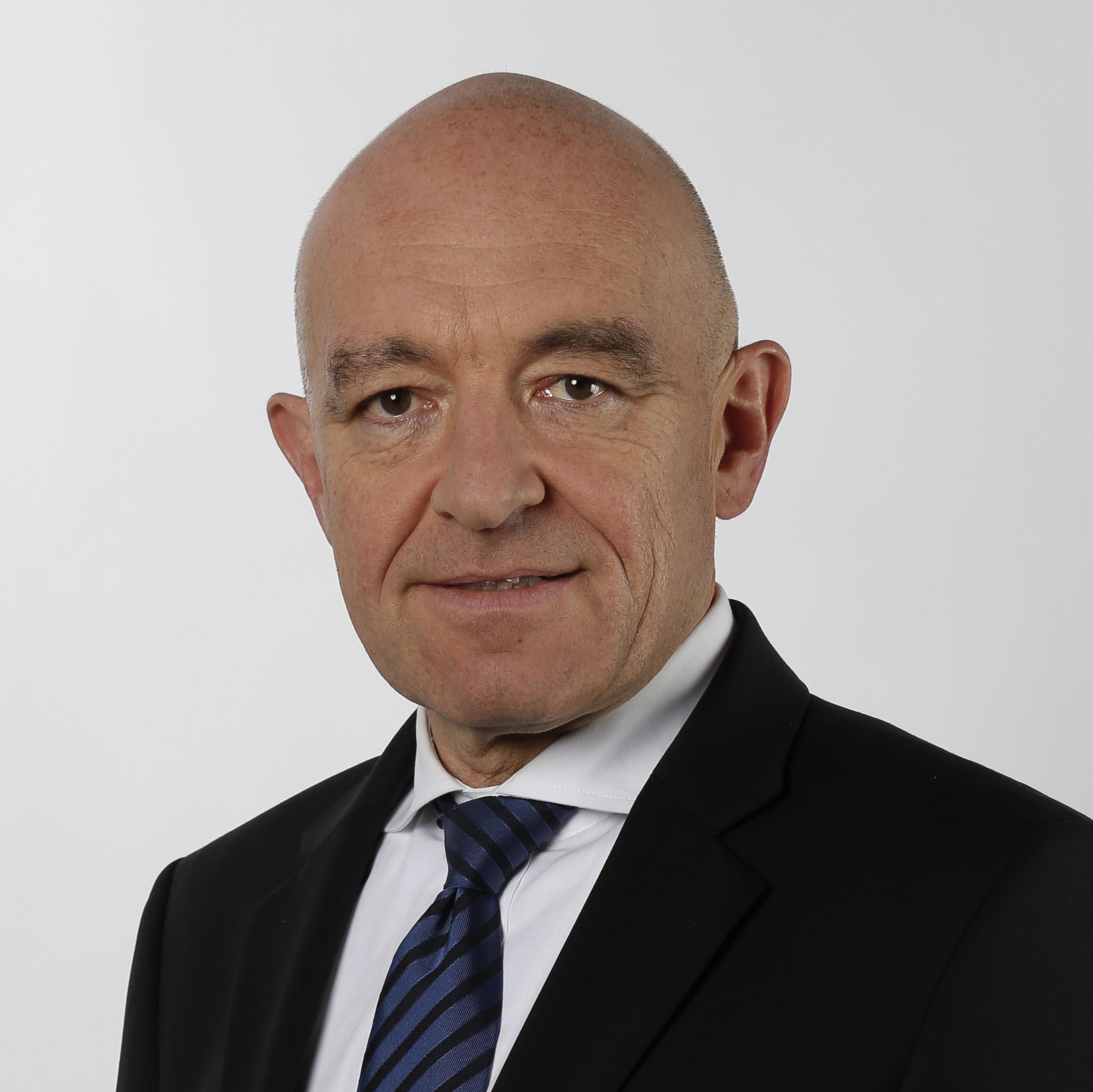
Daniel Jositsch (* 1965)

### Josj
- Josjö, Eric (* 1961), schwedischer Leichtathlet

### Josk
- Joske, Alex, chinesisch-australischer Politologe und Sinologe
- Joske, Max (1851–1933), deutscher Einzelhandels-Kaufmann und Kaufhaus-Unternehmer
- Joske, Percy (1895–1981), australischer Jurist und Politiker
- Joskowicz, Pinchas Menachem (1924–2010), israelisch-polnischer Rabbiner
- Josky, Felix (1870–1942), deutscher Liedertexter

### Josl
- Joslin, Derek (* 1987), kanadischer Eishockeyspieler
- Joslin, Elliott P. (1869–1962), amerikanischer Diabetologe
- Joslin, Margaret (1883–1956), US-amerikanische Schauspielerin
- Joslin, Samuel (* 2002), britischer Schauspieler
- Joslyn, Allyn (1901–1981), US-amerikanischer Schauspieler

### Josm
- Josman (* 1992), französischer Rapper

### Joso
- Joso, Jayne, britische Schriftstellerin

### Josp
- Jospe, Alfred (1909–1994), deutscher Rabbiner
- Jospé, Cecile (1928–2004), englische Malerin und Fotografin
- Jospin, Eva (* 1975), französische Bildhauerin
- Jospin, Lionel (* 1937), französischer Politiker (PS), Mitglied der Nationalversammlung, Premierminister, MdEP

### Josq
- Josquin Desprez († 1521), franko-flämischer Komponist und SängerJosquin Desprez († 1521)

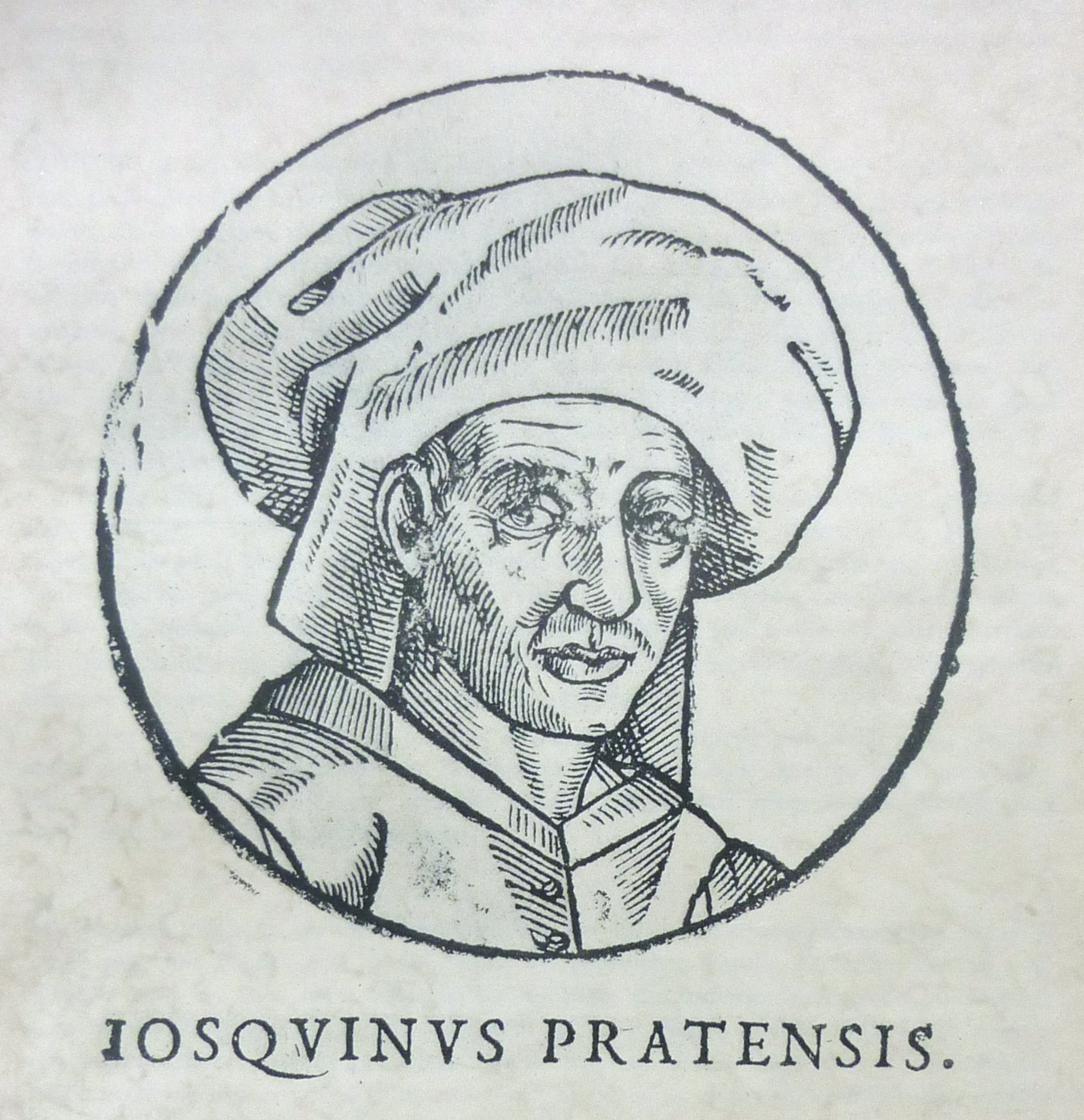
Josquin Desprez († 1521)

### Joss
- Joss, Jonathan (1965–2025), US-amerikanischer Schauspieler, Synchronsprecher und Musiker
- Joß, Markus (1844–1922), böhmischer Wäschehersteller
- Joss, Rudolf (1906–1966), Schweizer Architekt
- Joß, Victor (* 1869), österreichischer Musikwissenschaftler, Übersetzer, Journalist, Pianist und Komponist
- Joss, Walter (1875–1915), Schweizer Architekt
- Jossa, Jacqueline (* 1992), britische Schauspielerin
- Josse ben Josse, jüdischer liturgischer Dichter (Pajtan)
- Josse, Emil (1866–1940), deutscher Maschinenbauer, Rektor der Königlich Technischen Hochschule zu Berlin-Charlottenburg
- Jossé, Friedrich (1897–1994), deutscher Maler, Graphiker und Kunsterzieher
- Josseck, Helmuth (1921–2007), österreichischer Politiker (FPÖ), Abgeordneter zum Nationalrat
- Josselin de Jong, Gerard de (1915–2012), niederländischer Bauingenieur und Hochschullehrer
- Josselin de Jong, Jan Petrus Benjamin de (1886–1964), niederländischer Ethnologe
- Josselin de Jong, Rodolph de (1868–1958), niederländischer Mediziner und Pathologe
- Josselin, Charles (* 1938), französischer Politiker
- Josselin, Jean (1940–2021), französischer Boxer
- Josselson, Michael (1908–1978), US-amerikanischer Publizist und Geheimdienstmitarbeiter
- Jossen, Andreas (* 1963), deutscher Elektroingenieur und Hochschullehrer
- Jossen, Barry (* 1959), US-amerikanischer Filmproduzent und Produktionsmanager
- Jossen, Peter (* 1955), Schweizer Politiker (SP)
- Josserand, Marion (* 1986), französische Freestyle-Skisportlerin
- Josserand, Pierre (1898–1972), französischer Bibliothekar, Romanist und Literaturwissenschaftler
- Josset, Sylvie (* 1963), französische Fußballspielerin
- Jossifow, Aleksandar (1940–2016), bulgarischer Komponist
- Jossifowa, Ekaterina (1941–2022), bulgarische Autorin
- Jossinet, Frédérique (* 1975), französische Judoka
- Josso, Sandrine (* 1975), französische Politikerin
- Jossob, Lorraine (* 1993), namibische Fußballspielerin
- Jossypenko, Ljudmyla (* 1984), ukrainische Siebenkämpferin

### Jost
- Jost I. von Rosenberg († 1369), höchster Kämmerer in Böhmen, Schiedsrichter des altböhmischen Kreises Pilsen
- Jost III. von Rosenberg (1488–1539), böhmischer Adeliger
- Jost von Silenen († 1498), Schweizer Geistlicher und Politiker, Bischof von Sitten und Bischof von Grenoble-Vienne
- Jost, Adolf (1874–1908), österreichischer Psychologe
- Jost, Aline (* 1992), deutsche Schauspielerin
- Jost, Anna Monika (* 1944), schweizerische Grafikdesignerin
- Jost, August (1811–1866), fürstlicher Kammerrat in Berleburg und kommissarischer Landrat des Kreises Wittgenstein (1854–1855)
- Jost, Bastian, deutscher Politiker, in Dresden lebender Ratsherr und Bürgermeister
- Jost, Beat (* 1954), Schweizer Gewerkschafter, Journalist und Politiker
- Jost, Bruno (* 1949), deutscher Jurist
- Jost, Caro (* 1965), deutsche Künstlerin
- Jost, Christian (1925–2007), Schweizer Politiker (FDP)
- Jost, Christian (* 1963), deutscher Komponist und Dirigent
- Jost, Colin (* 1982), US-amerikanischer Komiker, Schauspieler und DrehbuchautorColin Jost (* 1982)

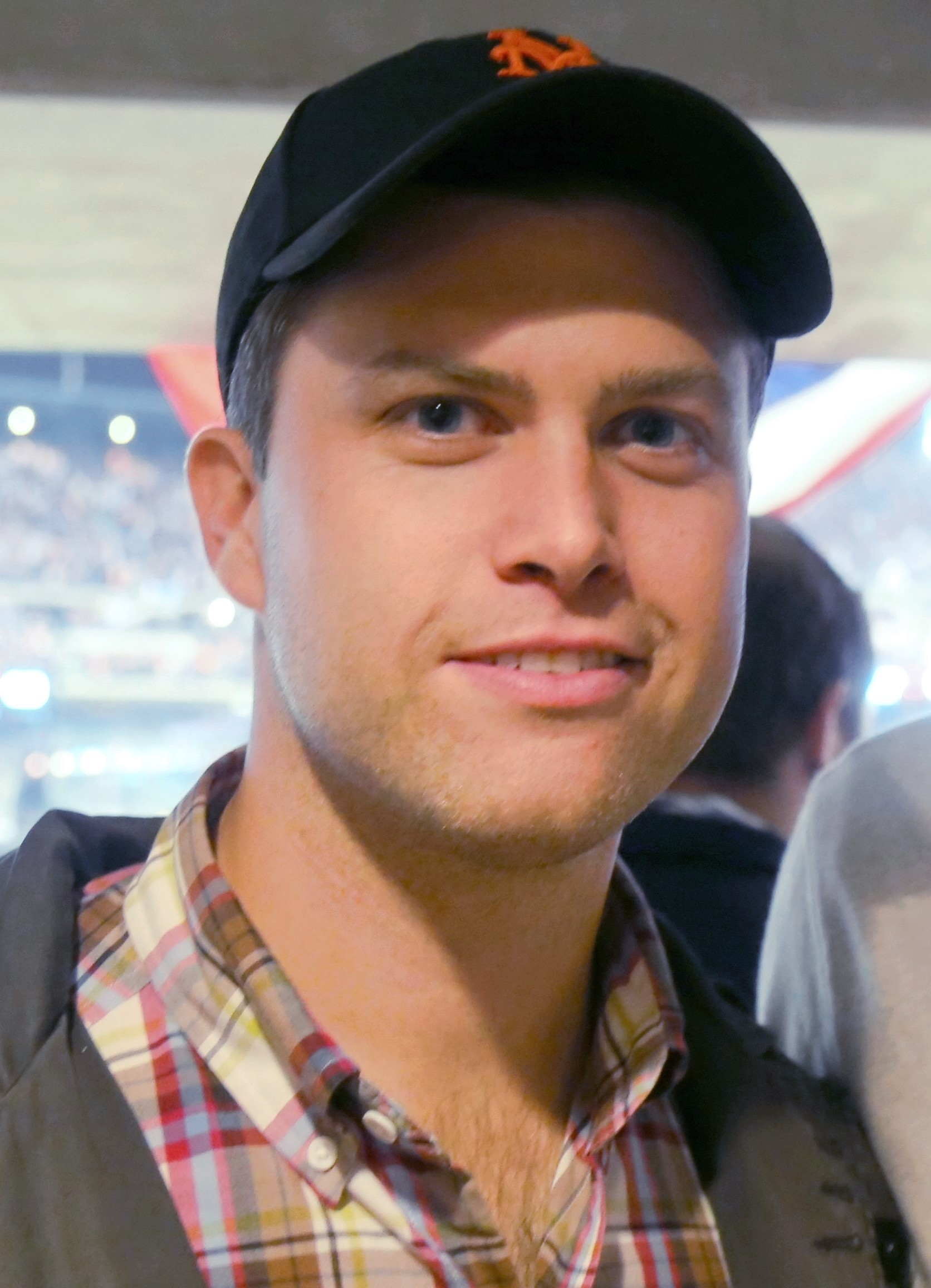
Colin Jost (* 1982)

- Jost, David, deutscher Musikproduzent, Songwriter und Musiker
- Jost, Dittmar (1940–2002), deutscher Fußballspieler
- Jost, Dominik (1922–1994), Schweizer Germanist, Hochschullehrer und Herausgeber
- Jost, Eduard (1837–1902), deutscher Autor
- Jost, Eike (* 1940), deutscher Pädagoge und emeritierter Hochschullehrer (Leuphana Universität Lüneburg)
- Jost, Ekkehard (1938–2017), deutscher Musikwissenschaftler, Autor und Hochschullehrer
- Jost, Elisabeth (1934–2018), deutsche Politikerin (SPD), MdL Rheinland-Pfalz
- Jöst, Erhard (* 1947), deutscher Gymnasiallehrer, Kabarettist und Autor
- Jost, Eugène (1865–1946), Schweizer Architekt
- Jost, Eva Maria (* 1988), deutsche Schauspielerin
- Jöst, Franz (1851–1921), deutscher Politiker (SPD), Landtagsabgeordneter Großherzogtum Hessen, MdR
- Jost, Friedrich (1862–1931), deutscher Politiker (HBB) und Abgeordneter des Landtags des Volksstaates Hessen
- Jost, Friedrich August (1774–1830), Landrat des Kreises Wittgensteins (1817–1830)
- Jost, Fritz (* 1949), deutscher Rechtswissenschaftler
- Jost, Grete (1916–1943), österreichische Widerstandskämpferin
- Jost, Hans Ulrich (* 1940), Schweizer Historiker
- Jost, Heinrich (1889–1948), deutscher Grafikdesigner, Typograf und Schriftentwerfer
- Jost, Heinz (1904–1964), deutscher SS-Brigadeführer und Generalmajor der Polizei sowie Amtschef im SD-Hauptamt Amt III (SD-Ausland/Abwehr)Heinz Jost (1904–1964)

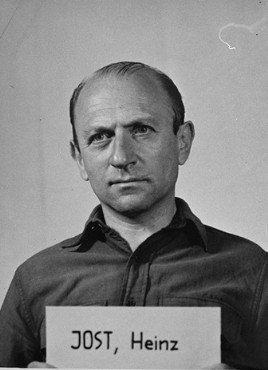
Heinz Jost (1904–1964)

- Jost, Heinz (1934–1997), Schweizer Grafiker und Plakatkünstler
- Jost, Helmut (* 1957), deutscher Sänger und Musiker
- Jost, Henry L. (1873–1950), US-amerikanischer Politiker
- Jost, Hildebrand (1585–1638), Schweizer römisch-katholischer Geistlicher und Bischof von Sitten
- Jost, Isaak Markus (1793–1860), deutscher Historiker
- Jost, Jakob (1904–1960), deutscher Politiker (CDU), MdL
- Jost, Jeff (* 1948), US-amerikanischer Bobfahrer
- Jost, Jerry (1929–2014), US-amerikanischer Tontechniker
- Jost, Jodokus, Schweizer Bauer und Chronist
- Jost, Johann Karl Friedrich (1789–1870), deutscher Theaterschauspieler und Sänger
- Jost, Johannes (1850–1916), deutscher Brauer und Unternehmer
- Jost, Johannes Gustav Adolf (1872–1948), deutscher Veterinär, Arzt und Hochschullehrer
- Jost, Jon (* 1943), US-amerikanischer Filmregisseur, Drehbuchautor, Kameramann und Filmeditor
- Jost, Julia (* 1982), österreichische Theaterregisseurin und AutorinJulia Jost (* 1982)

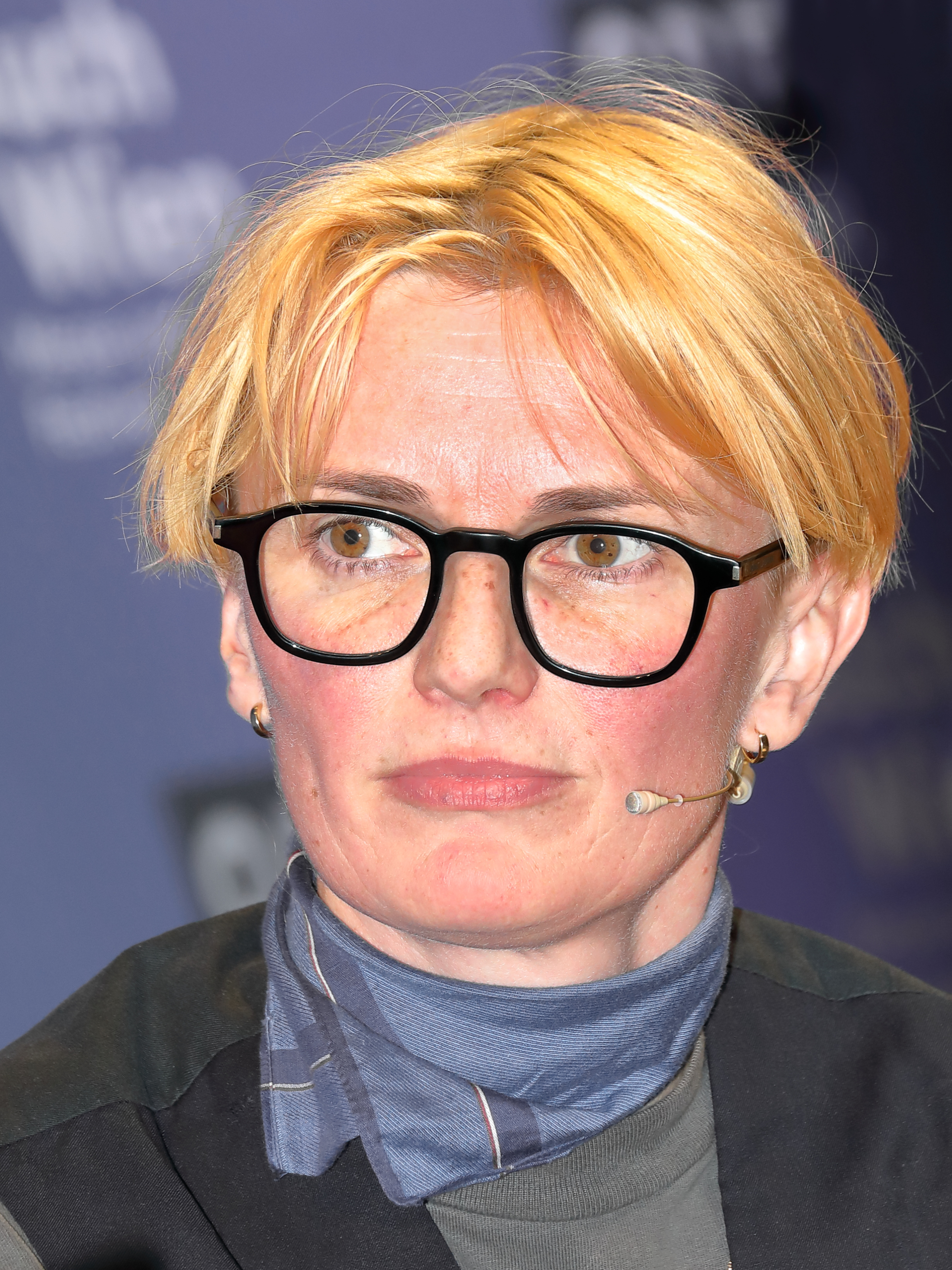
Julia Jost (* 1982)

- Jost, Jupp (1920–1993), deutscher Maler, Grafiker, Bildhauer und Innenraumgestalter
- Jost, Jürgen (* 1956), deutscher Mathematiker, Leibniz-Preisträger
- Jost, Kacey (* 2000), kanadische Volleyballspielerin
- Jost, Karl (1832–1898), deutscher Verwaltungsbeamter, Politiker (NLP) und Abgeordneter
- Jost, Karl (1882–1960), Schweizer Anglist und Hochschullehrer
- Jost, Larry (1921–2001), US-amerikanischer Tontechniker
- Jost, Ludwig (1865–1947), deutscher Botaniker und Hochschullehrer
- Jost, Many (1897–1992), deutsche Malerin und Politikerin
- Jost, Marc (* 1974), Schweizer Politiker (EVP)
- Jošt, Marijan (1940–2021), jugoslawischer bzw. kroatischer Agrarwissenschaftler und Genetiker
- Jost, Martin (1882–1955), deutscher Bierbrauer, Gastwirt und Politiker (SPD)
- Jost, Martina (* 1961), deutsche Ökonomin und Politikerin (AfD), MdL
- Jost, Melanie (* 1973), deutsche Tischtennisspielerin
- Jost, Michael (* 1988), deutscher Basketballspieler
- Jost, Patricia (* 1993), Schweizer Biathletin
- Jost, Peter (* 1952), Schweizer Schriftsteller, Hörspiel- und Theaterautor und Dramaturg
- Jost, Peter (* 1960), deutscher Musikwissenschaftler
- Jost, Peter (* 1974), Schweizer Journalist
- Jost, Peter Paul (1925–1974), deutscher Architekt und Politiker (SPD), MdL
- Jost, Philipp (1818–1885), Landtagsabgeordneter Großherzogtum Hessen
- Jost, Raphael (* 1988), Schweizer Jazz- und Pop-Musiker
- Jost, Reinhold (* 1966), deutscher Politiker (SPD), MdBReinhold Jost (* 1966)

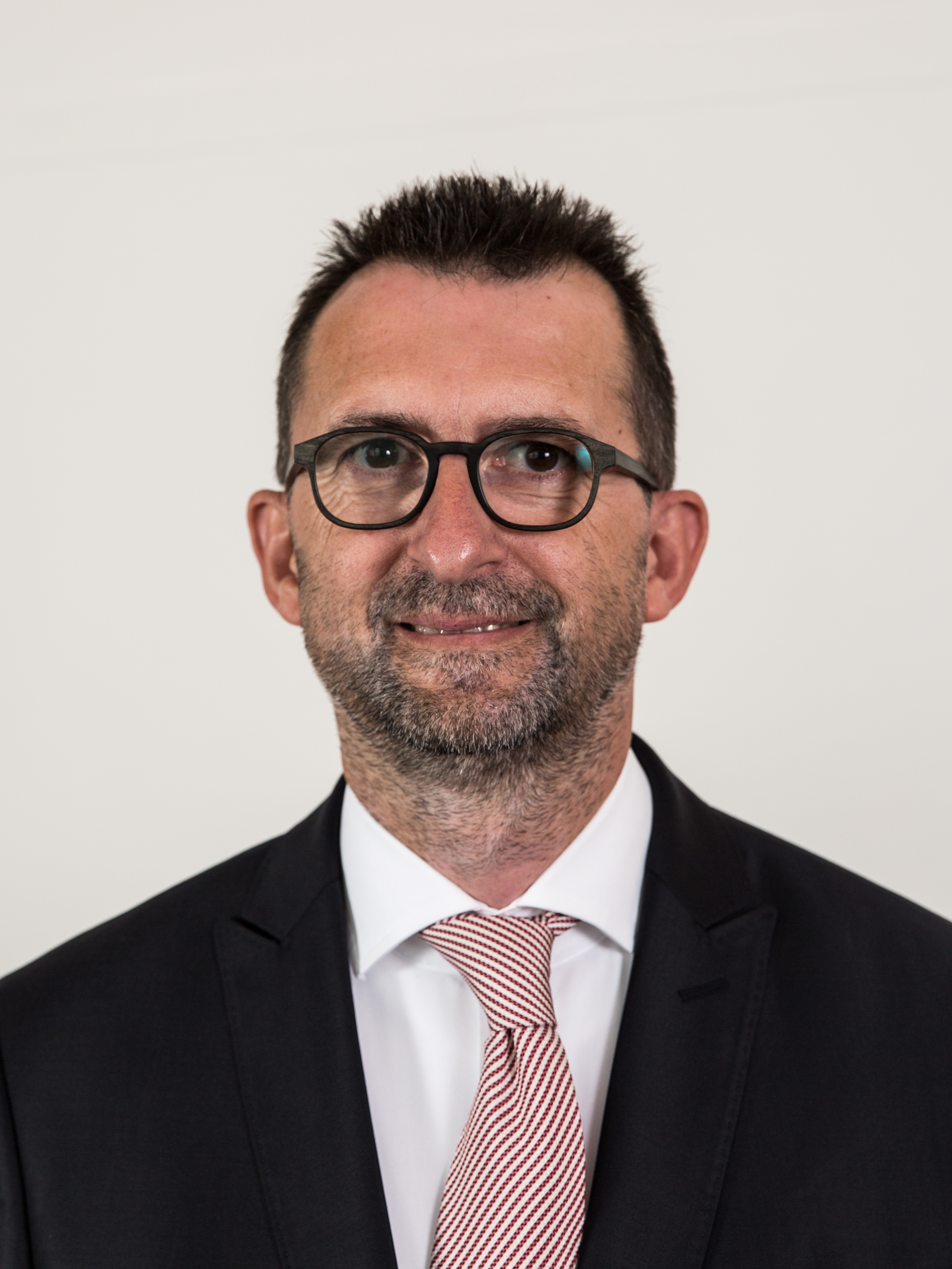
Reinhold Jost (* 1966)

- Jost, Renate (* 1955), deutsche Theologin, Professorin für Feministische Theologie an der Augustana-Hochschule Neuendettelsau
- Jost, Res (1918–1990), Schweizer theoretischer Physiker
- Jost, Rob, US-amerikanischer Jazz- und Studiomusiker
- Jost, Ronny (* 1988), Schweizer Autorennfahrer
- Jost, Silvia (* 1945), Schweizer Schauspielerin
- Jost, Stephen F., US-amerikanischer Offizier, Generalleutnant der US Air Force
- Jost, Tamara (* 1984), Schweizer Politikerin (GLP)
- Jost, Tanja (* 1974), deutsche Politikerin (CDU)
- Jöst, Theodor (1909–1967), deutscher Unternehmer und Politiker (Zentrum), MdL
- Jost, Tim (* 1985), deutscher Handballspieler und Fußballfunktionär
- Jost, Tizian (* 1966), deutscher Jazzpianist und -Vibraphonist
- Jost, Tyson (* 1998), kanadischer Eishockeyspieler
- Jost, Ursula, Visionärin und Mitglied der Täuferbewegung
- Jost, Valentin (1920–2007), hessischer Politiker (SPD), Landrat des Main-Taunus-Kreises
- Jost, Walter (1896–1945), deutscher Generalleutnant im Zweiten Weltkrieg
- Jost, Wilhelm (1802–1864), römisch-katholischer Geistlicher und nassauischer Politiker
- Jost, Wilhelm (1874–1944), deutscher Architekt und Baubeamter
- Jost, Wilhelm (1887–1948), deutscher Architekt und Hochschullehrer
- Jost, Wilhelm (1903–1988), deutscher Physikochemiker und Hochschullehrer
- Jost, Wolfgang (* 1959), deutscher Arzt
- Jost, Xenia (* 1998), serbisch-deutsche Kanutin
- Jost-Haas, Josef (* 1878), deutscher Kaufmann, Landwirt und Landrat
- Joste, Martine, französische Pianistin
- Jöstel, Melchior (1559–1611), deutscher Mathematiker und Mediziner
- Josten, Christoph (* 1954), deutscher Mediziner und Hochschullehrer
- Josten, Friedrich (1945–1983), deutscher Hockeyspieler
- Josten, Gerhard (* 1938), deutscher Schachkomponist, Schachhistoriker, Maler und Autor
- Josten, Günther (1921–2004), deutscher Luftwaffenoffizier und Jagdflieger
- Josten, Hanns Heinz (1884–1964), deutscher Kunsthistoriker
- Josten, Heinrich (1893–1948), deutscher SS-Obersturmführer im KZ Auschwitz
- Josten, Husch (* 1969), deutsche Schriftstellerin
- Josten, Johann Peter (1915–2011), deutscher Politiker (CDU), MdL, MdB
- Josten, Julia (* 1978), deutsche Fernsehmoderatorin
- Josten, Kurt (1912–1994), deutsch-britischer Jurist, Staatsbeamter und Widerstandskämpfer
- Josten, Lambert, Oberbürgermeister von Düsseldorf
- Josten, Leo (* 2003), Kampfkünstler
- Josten, Lisa (* 1993), deutsche Fußballspielerin
- Josten, Michael (* 1953), deutscher Unternehmer
- Josten, Paul (1883–1974), deutscher Nationalökonom
- Josten, Paul (* 1928), deutscher Fußballspieler
- Josten, Wilhelm (1879–1932), preußischer Verwaltungsjurist und Landrat
- Jostes, Franz (1858–1925), deutscher Germanist und Sprachforscher
- Jostin, Ursula († 1631), Opfer der Hexenverfolgung
- Jöstingmeier, Bernd (* 1963), deutscher Wirtschaftswissenschaftler und Hochschullehrer
- Jöstingmeier, Georg (1905–1994), deutscher Jurist und Politiker (CDU), MdL
- Jostkleigrewe, Georg (* 1975), deutscher Historiker
- Jostmann, Christian (* 1971), deutscher Historiker und Sachbuchautor
- Jostmann, Melvin (* 2000), deutscher Basketballspieler
- Jostmeier, Werner (* 1950), deutscher Politiker (CDU), MdL
- Jostock, Paul (1895–1965), deutscher Statistiker und Sozialwissenschaftler
- Joston, Darwin (1937–1998), US-amerikanischer Schauspieler
- Jostyn, Mindy (1956–2005), US-amerikanische Sängerin und Multiinstrumentalistin

### Josu
- Josua ben Josef Lorki, jüdischer Apostat und judenfeindlicher Agitator
- Josua Stylites, spätantiker Historiker
- Josua, Hanna Nouri (* 1956), arabisch evangelischer Pfarrer und Autor
- Josué (* 1979), brasilianischer Fußballspieler
- Josui Sōen, japanischer Mönchmaler
- Josuns, Erich (* 1901), deutscher Politiker und Abgeordneter (SPD, KPD, SED)
- Josupeit, Paul (1891–1954), deutscher Verwaltungsjurist und Landrat
- Josuran, Ruedi (* 1957), Schweizer Radiomoderator, Fernsehmoderator und Autor
- Josuttis, Manfred (1936–2018), deutscher evangelischer Theologe

### Josw
- Joswig, Heiner (1934–2011), deutscher Autor
- Joswig, Julian-Béla (* 1993), deutscher Politiker (Bündnis 90/Die Grünen)
- Joswig, Margarete, deutsche Opernsängerin (Mezzosopran)
- Joswig, Michael (* 1965), deutscher Mathematiker
- Joswig, Otto (1897–1967), deutscher Missionar
- Joswig, Patrick (* 1975), deutscher Schauspieler
- Joswig, Rex (* 1962), deutscher Musiker und Radiomoderator
- Joswig, Rüdiger (* 1949), deutscher SchauspielerRüdiger Joswig (* 1949)

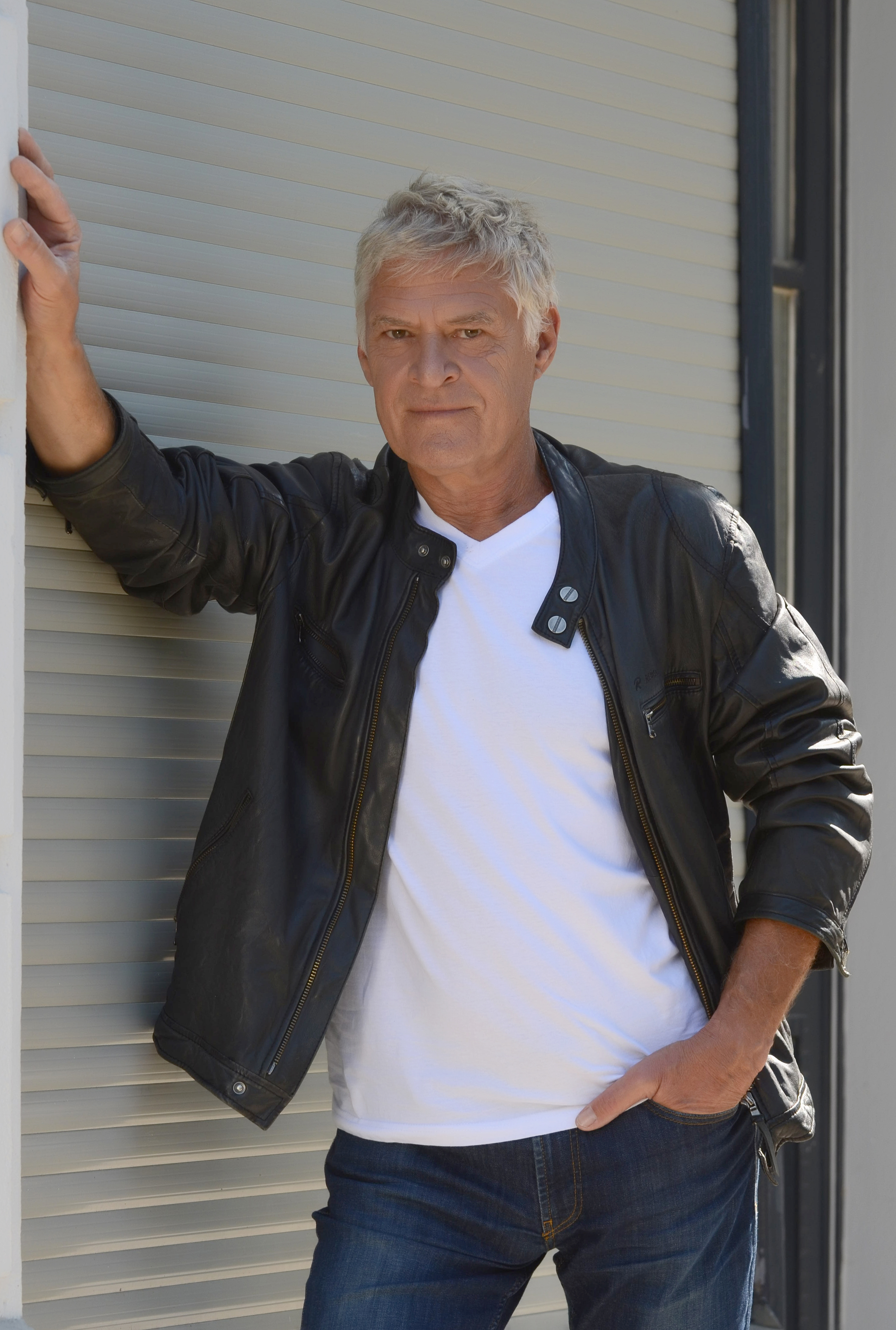
Rüdiger Joswig (* 1949)

### Josy
- Josy, Nicole (1946–2022), belgische Sängerin und Teilnehmerin am Eurovision Song Contest

### Josz
- Josz, Aurelia (1869–1944), italienische Autorin und Pädagogin